# Adlerwerke
Koordinaten: 50° 6′ 3,6″ N, 8° 38′ 27,6″ O

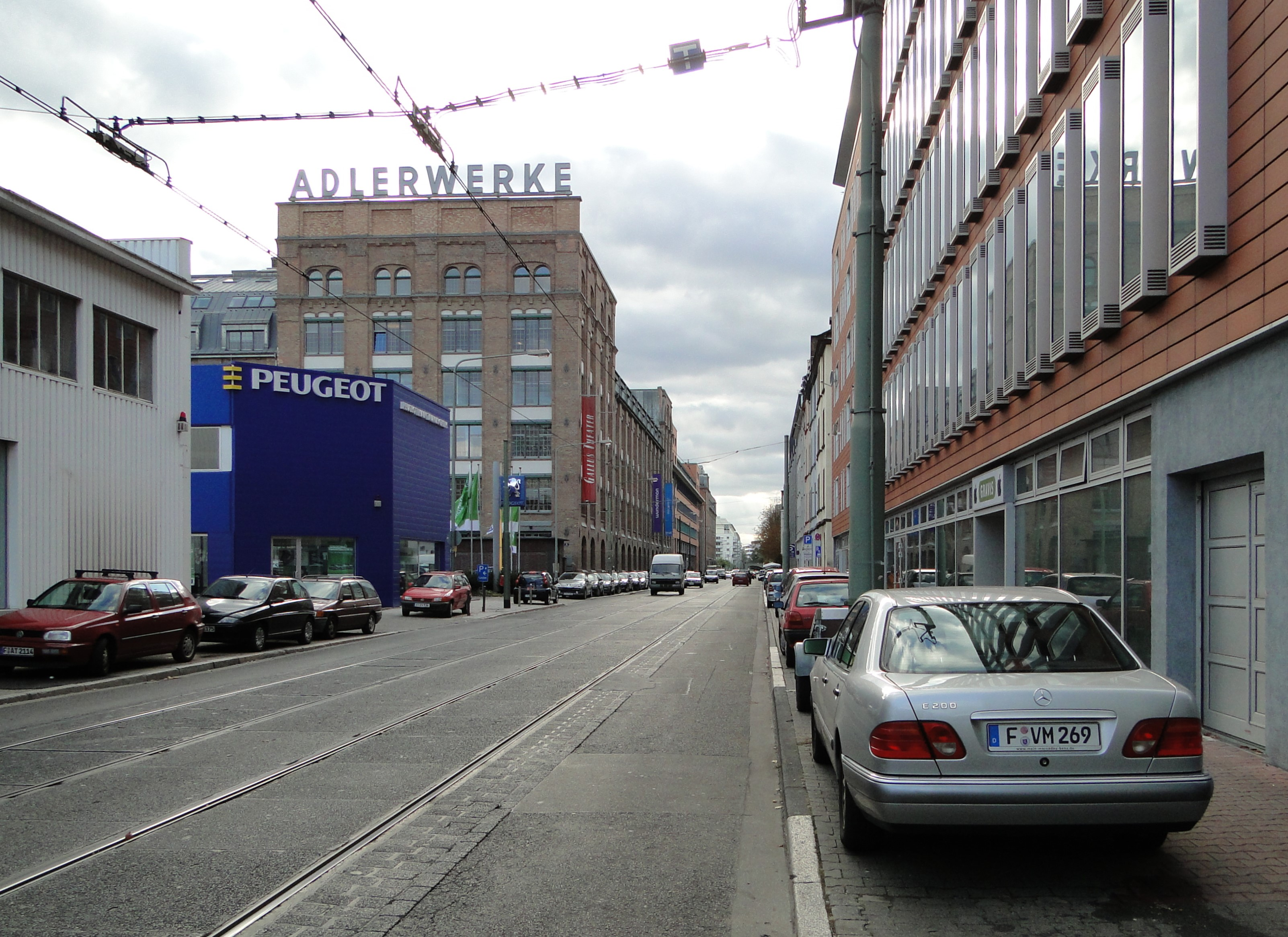
Das Gebäude der Adlerwerke ist heute ein Industriedenkmal (2009)

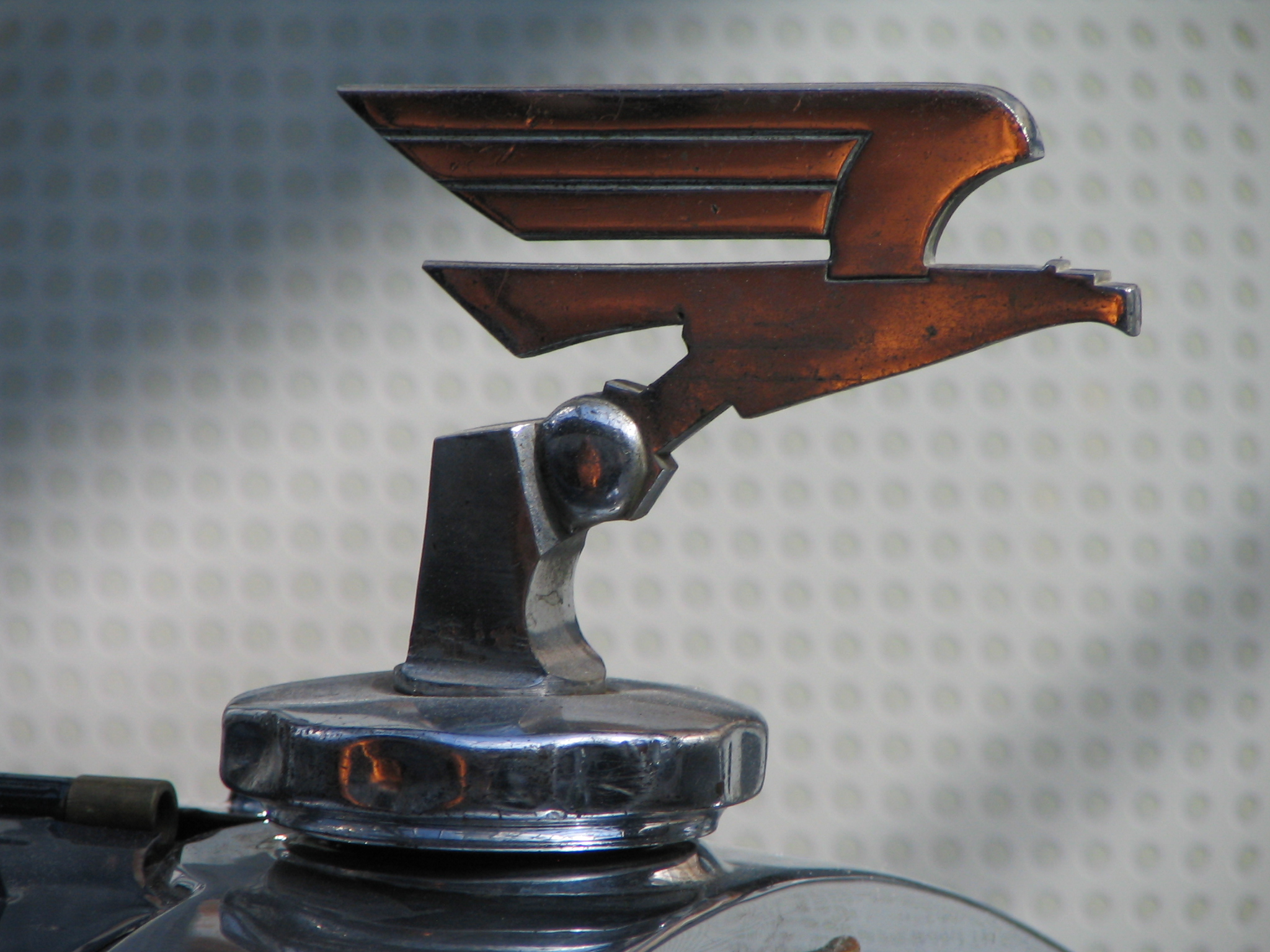
Kühlerfigur Adler Standard 6

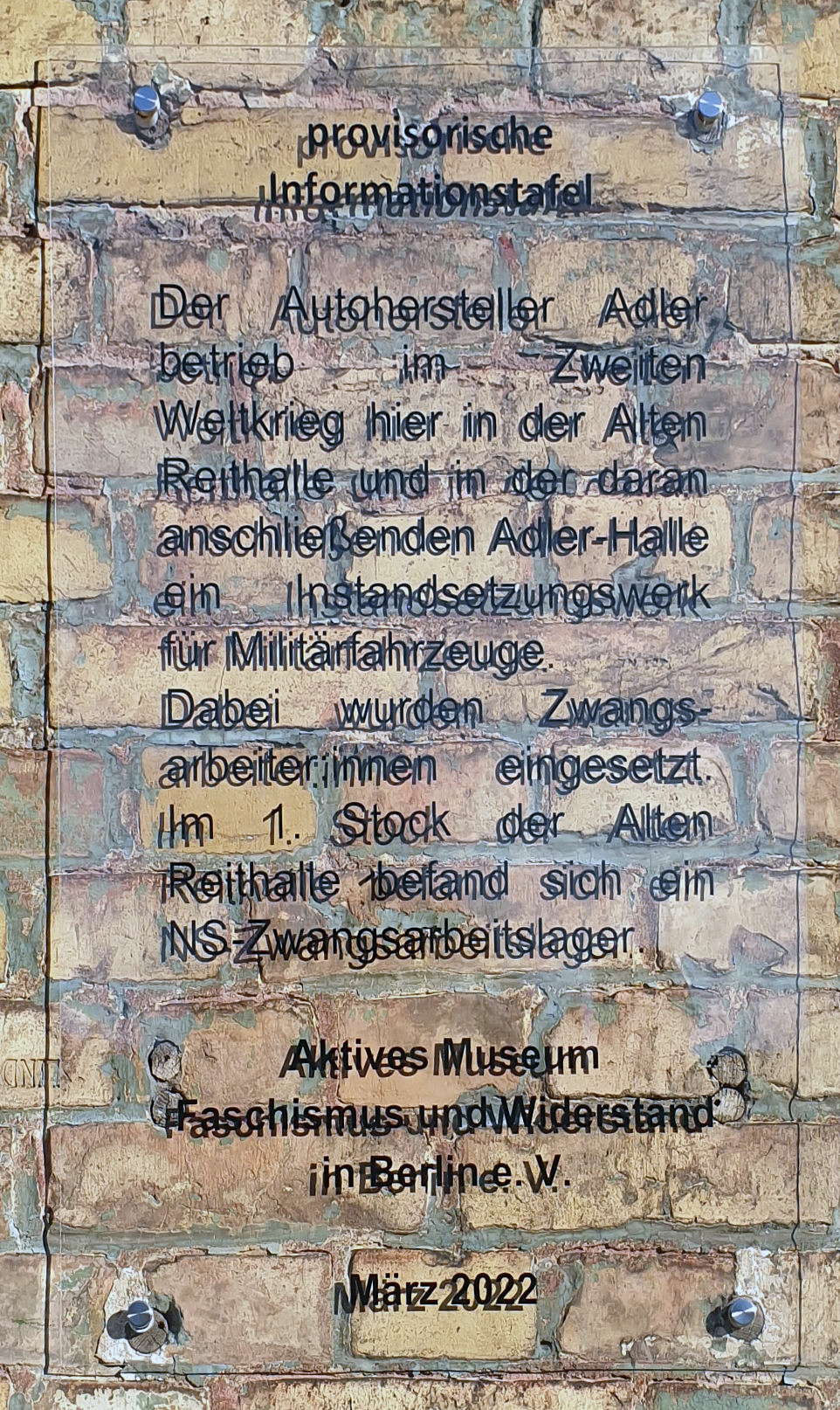
Gedenktafel für die ehemaligen NS-Zwangsarbeiterlager der Adlerwerke, in Berlin-Kreuzberg

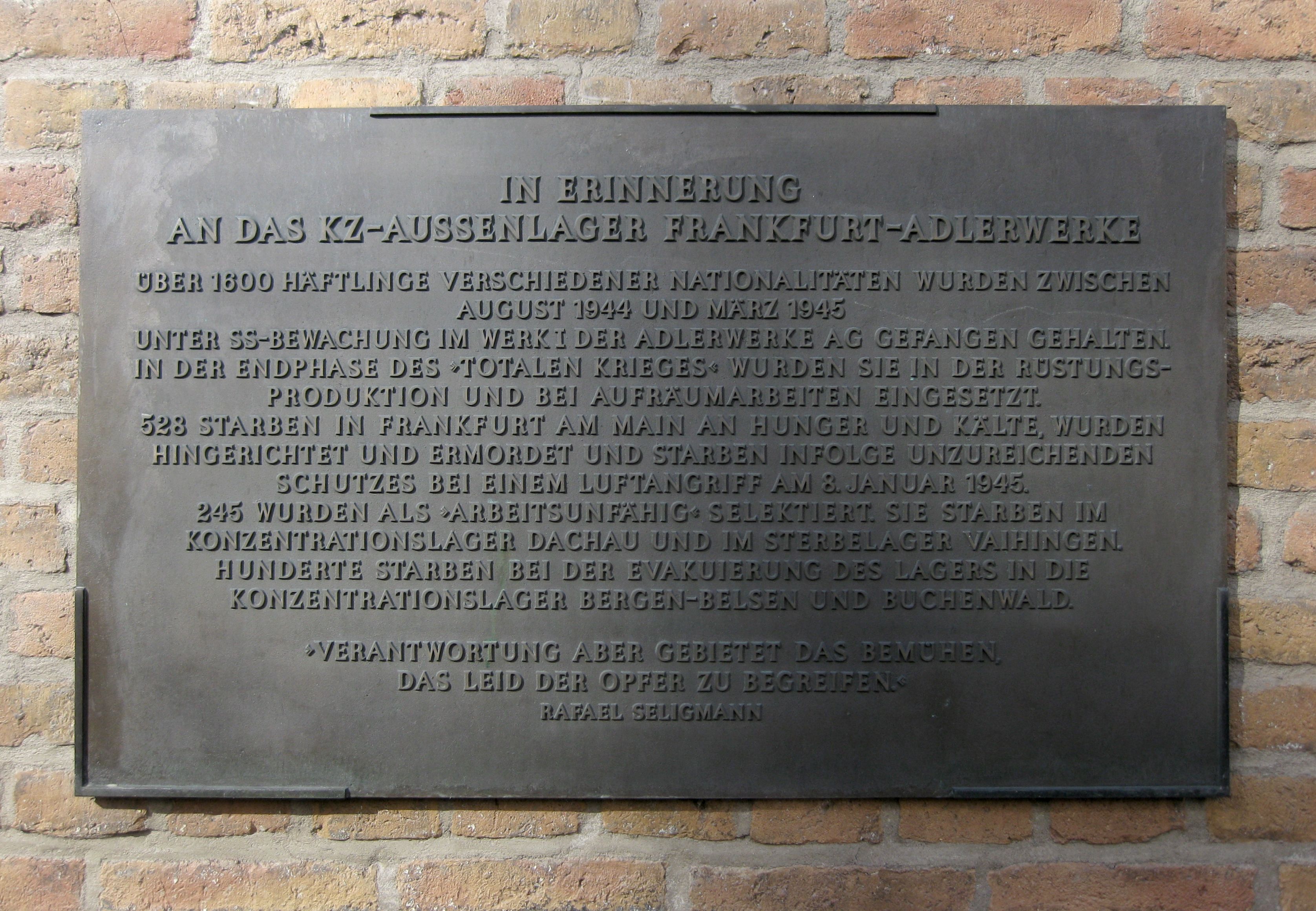
Gedenktafel für die Häftlinge des ehemaligen KZ-Außenlagers

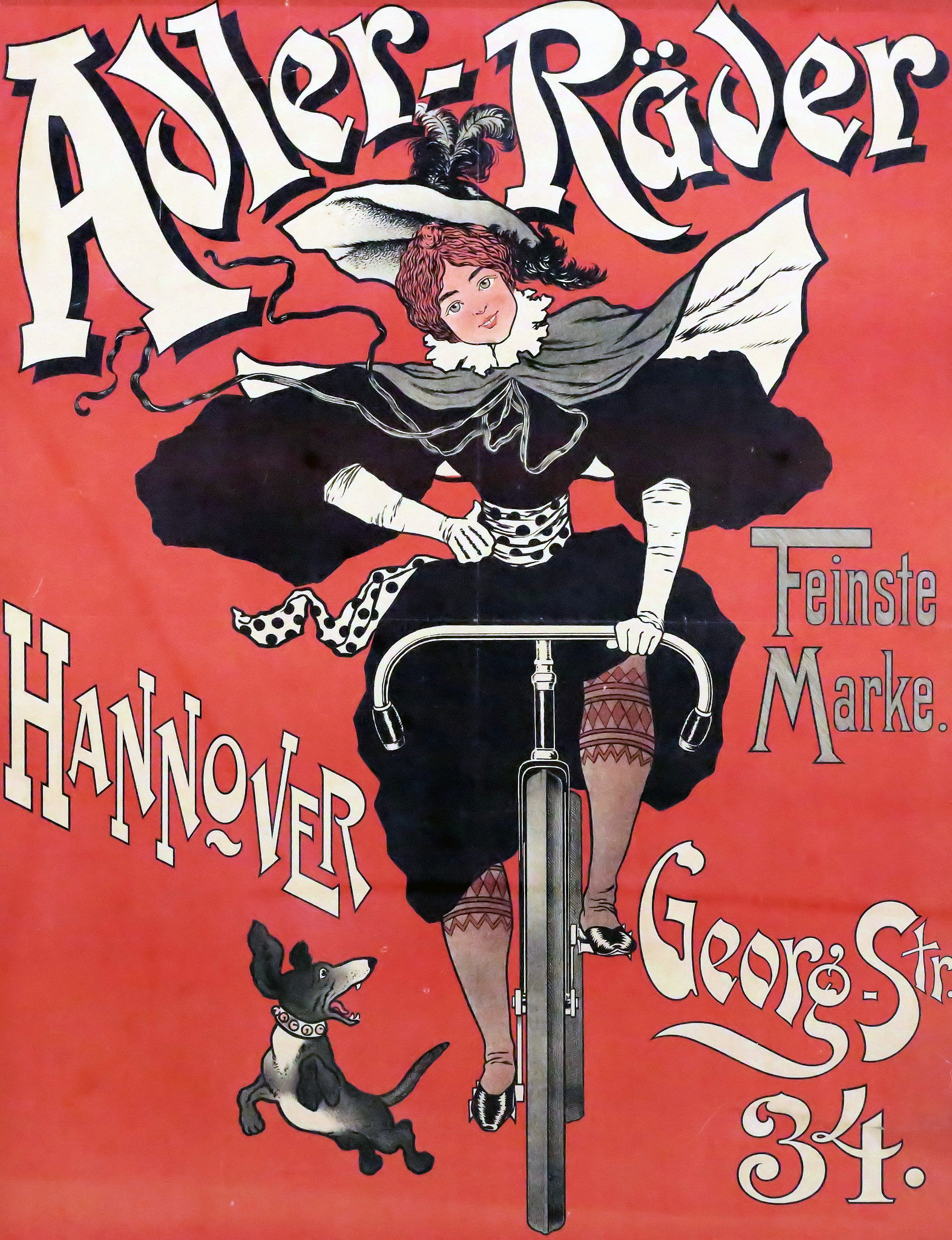
Dame auf Adler-Fahrrad – Reklameschild um 1900

Aktie über 1000 RM der Adlerwerke vorm. Heinrich Kleyer AG vom September 1942

Die Adlerwerke vorm. H. Kleyer AG waren ein deutsches Fahrzeug- und Maschinenbauunternehmen mit Sitz in Frankfurt am Main, das Fahrräder, Autos, Motorräder und zuletzt bis 1998 Büromaschinen herstellte. Während des Zweiten Weltkrieges profitierte das Unternehmen zu seiner Nähe zur NS-Diktatur und produzierte Rüstungsgüter. Das Unternehmen beutete Zwangsarbeitende und Kriegsgefangene aus und richtete zu diesem Zweck das KZ Katzbach auf seinem Werksgrundstück ein. Nach Einstellung der Produktion und Verkauf des historischen Firmensitzes wurde das Unternehmen an einen Investor verkauft. Es firmiert seit 1999 als Adler Real Estate und hat sich auf den Ankauf und die Bewirtschaftung von Wohnimmobilien ausgerichtet. Das Unternehmen ist unter dem neuen Namen weiterhin an der Frankfurter Wertpapierbörse notiert.

## Unternehmensgeschichte

### Gründung

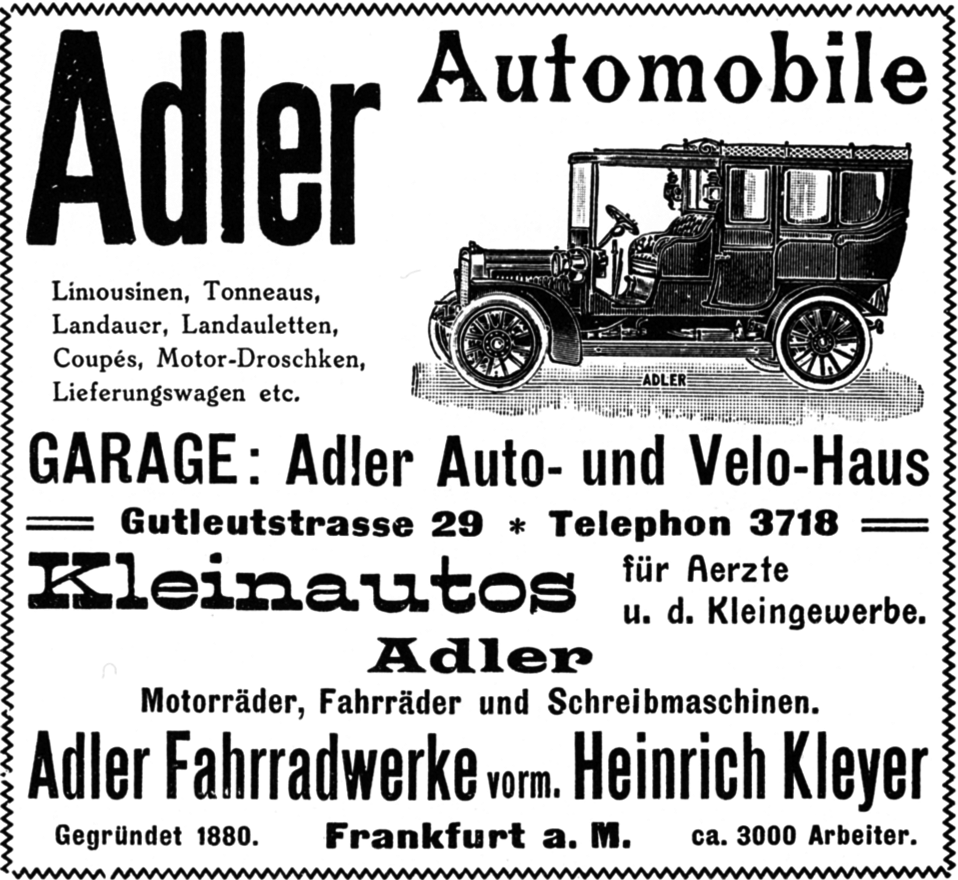
Werbeanzeige der Adlerwerke von 1907

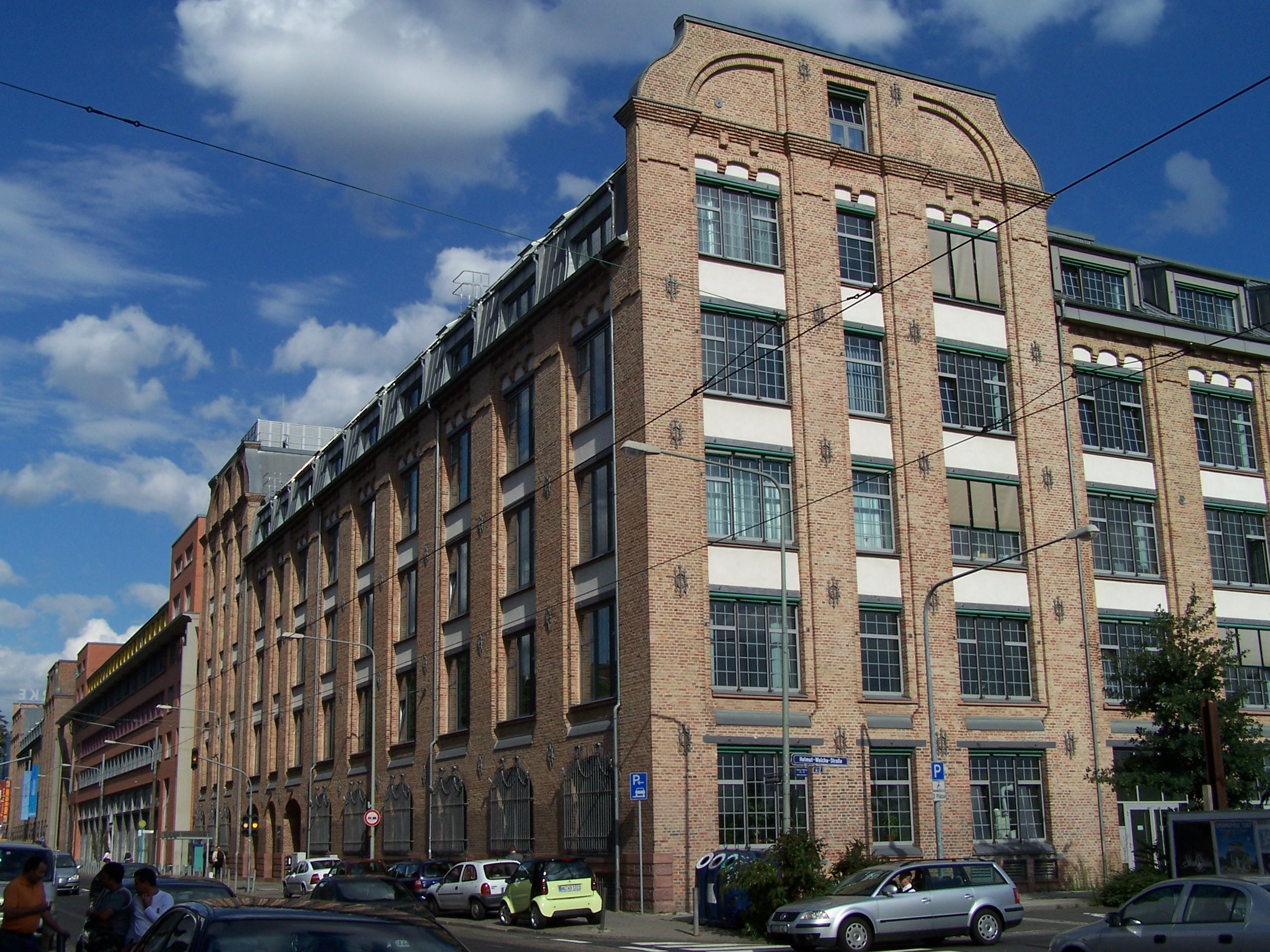
Gebäude der Adlerwerke (Stahlbetonbau nach dem System von François Hennebique), gesehen von der Kleyerstraße, 2007

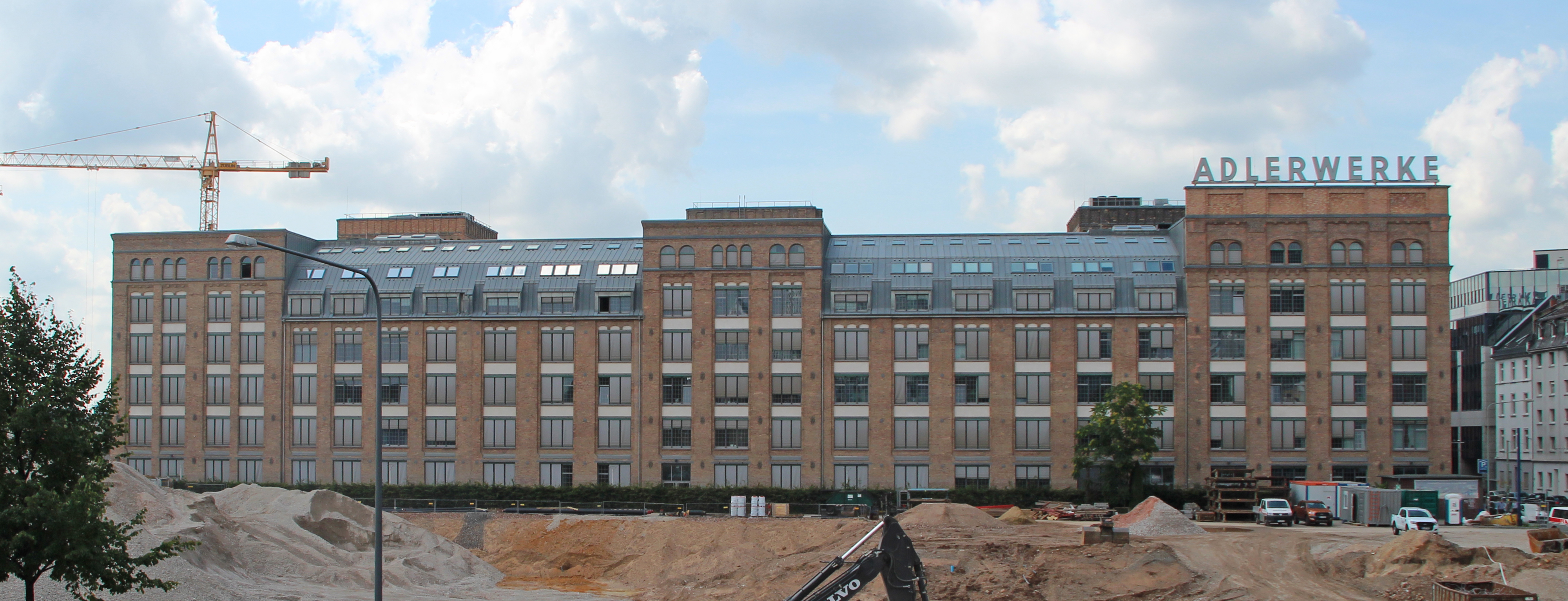
Die Nord-Ost-Seite der Adlerwerke, gesehen von der Weilburger Straße aus über eine Baustelle hinweg (2017)

Die Adler-Fahrradwerke, die ihre Fahrräder zunächst in Frankfurt am Main, Gutleutstraße 9 (das Haus ist nicht erhalten), produzierten, wurden 1880 von Heinrich Kleyer als Heinrich Kleyer GmbH gegründet. Bereits 1881 fertigte die Maschinenfabrik Spohr & Krämer Hoch- und Dreiräder nach seinen Angaben. 1889 entstand im Frankfurter Gallusviertel zwischen Höchster Straße (der späteren Kleyerstraße) und Weilburger Straße auf einem Areal von 18.000 Quadratmetern eine Fabrik mit 600 Arbeitsplätzen. Dort wurden neben Fahrrädern Dreiradwagen und Voiturette-Autos produziert, die mit Motoren von De Dion ausgerüstet waren. Ständige Betriebserweiterungen führten 1895/1896 zur Umwandlung in die Aktiengesellschaft Adlerwerke vorm. H. Kleyer AG, die ein Grundkapital von 2,5 Millionen Mark aufwies, auf das bereits 1898 eine Dividende von 20 Prozent gezahlt werden konnte. 1898 wurde auch die Produktion von Schreibmaschinen in einem siebengeschossigen Fabrikhochhaus an der Weilburger Straße begonnen.
Ab 1901 kamen zum Sortiment der Werke Motorräder mit De-Dion-Motoren hinzu. Im Jahr 1902 unternahm der Schriftsteller Otto Julius Bierbaum mit einem 8-PS-Adlerwagen eine Italienreise, die er in dem Buch Eine empfindsame Reise im Automobil beschrieb. 1903 übernahm der Ingenieur Edmund Rumpler das Adler-Konstruktionsbüro und entwickelte die ersten eigenen Motoren, die 1904 in Produktion genommen wurden. Adler war 1905 der erste deutsche Automobilhersteller, der Motor und Getriebe miteinander verblockte. Von 1907 bis nach dem Zweiten Weltkrieg wurden keine Motorräder mehr hergestellt. Auf der Internationalen Luftfahrt-Ausstellung 1909 stellte das Unternehmen Prototypen von Luftschiffmotoren vor. Zwischen 1910 und 1912 wurde in drei Bauabschnitten eine monumentale Fabrikanlage in historisierenden Formen errichtet, deren zinnenbewehrte Türme erhalten und bereits von weitem zu sehen sind.
Im Jahre 1914 stammten 20 Prozent der in Deutschland zugelassenen Personenwagen von Adler.

### Zwischenkriegszeit
Vier Jahre nach dem Ersten Weltkrieg beschäftigte das Unternehmen mit Zweigwerken in weiteren zehn Städten 10.000 Arbeiter und Angestellte. 1930 war die Zahl auf 3.000 gesunken, um bis zum Zweiten Weltkrieg wieder auf 7.000 zu steigen. In den 1920er Jahren hatten die Adlerwerke auch in Berlin eine Filiale (Zimmerstraße / Belle-Alliance-Straße) und zusätzliche Ausstellungssalons an der Straße Unter den Linden sowie in der Hardenbergstraße.
In der ersten Hälfte der 1930er-Jahre lagen die Adlerwerke nach Opel und der Auto Union AG meist an dritter Stelle der Pkw-Neuzulassungen im Deutschen Reich, 1936 verdrängte Mercedes-Benz sie auf Rang 4. Der Adler Standard 6 mit Sechszylinder-Reihenmotor wurde 1926 vorgestellt. Das am Chrysler 60 orientierte Modell hatte als erster deutscher Pkw eine von ATE mit Lockheed-Lizenz gebaute hydraulische Bremsanlage. Zusammen mit der komplett aus Stahlblech hergestellten Karosserie konnte der Standard 6 so den Entwicklungsvorsprung der seinerzeit in Europa sehr gefragten US-amerikanischen Fahrzeuge aufholen. Bis 1934 setzte Adler von dem Erfolgsmodell knapp 30.000 Wagen ab. Auf gleicher technischer Basis kamen 1928 der Standard 8 mit Achtzylinder-Reihenmotor und 1929 der kleinere Vierzylinder Favorit hinzu. Im Jahr 1930 wurde der ehemalige Leiter des Bauhauses Walter Gropius Berater der Unternehmensleitung und entwarf neben Karosserien auch das Markenzeichen neu. Eine Zusammenarbeit, die wegweisend war und die „Kubuslimousine“ zum neuen Paradigma machte, sich aber nicht zuletzt wegen der Weltwirtschaftskrise ebenso schwierig erwies wie die gleichzeitige Liaison des französischen Architekten Le Corbusier mit dem französischen Automobilhersteller Voisin.
Bis Ende des Jahres 1931 wurden in den Adlerwerken mehr als 67.000 Automobile, 800.000 Fahrräder und 425.000 Schreibmaschinen erzeugt und in alle Teile der Welt geliefert. Der Vertrieb und Kundendienst für die Adlererzeugnisse wird an allen größeren Plätzen der Welt durch etwa 4.000 Vertreter und Händler ausgeübt.
Nach dem Konkurs seines eigenen Unternehmens, der Röhr Auto AG, war Hans Gustav Röhr von 1931 bis Ende 1935 Chefkonstrukteur der Adlerwerke. Er entwickelte den 1932 vorgestellten Adler Trumpf, ein Mittelklassefahrzeug, das sich durch Einzelradaufhängung aller Räder und den damals noch ungewöhnlichen Frontantrieb auszeichnete. Mit einem Motor von einem Liter Hubraum folgte 1934 der ebenfalls frontgetriebene Kleinwagen Adler Trumpf Junior, von dem bis 1939 über 100.000 Exemplare verkauft wurden. Insgesamt stellten die Adlerwerke 212.624 Automobile her. 1935 trennte sich Adler vom Flugzeugbau Max Gerner.
Im November 1935 wurde der von Steyr Daimler Puch kommende Karl Jenschke Adler-Chefkonstrukteur und entwickelte den Adler 2,5 Liter Autobahnwagen in der damals neuartigen Stromlinienform.

### Zweiter Weltkrieg
Die Adlerwerke unterhielten während des Kriegs in Frankfurt Arbeitslager für Zwangsarbeiter an der Froschhäuser Straße sowie Kleyerstraße 45 und Krifteler Straße 47 (Werk IV). Zur seelsorgerischen Betreuung der Franzosen unter ihnen, entsandte die französische Bischofskonferenz heimlich Priester und engagierte Jugendliche. Darunter Rene Fraysse. Als Priester begann er mit falschem Pass die Seelsorge für die Zwangsarbeiter zu koordinieren.
Bei dem Luftangriff auf Frankfurt am 22. März 1944 wurden die Adlerwerke schwer getroffen und in der Folge große Teile der Produktion ausgelagert. Die Fertigung von Motoren und Fahrgestellen für Halbkettenfahrzeuge der Wehrmacht (Sd.Kfz. 10 und 11) verblieb aber vor Ort. Arbeitskräfte fehlten, selbst zusätzliche Zwangsarbeiter standen nicht mehr zur Verfügung. Daher beantragte die Unternehmensleitung vom SS-Wirtschafts- und Verwaltungshauptamt die Zuweisung von KZ-Häftlingen. Dies wurde auch umgesetzt und die Häftlinge auf dem Gelände im Werk I an der Weilburger Straße untergebracht. Zwischen August 1944 und dem 24. März 1945 waren rund 1.600 Menschen im nun geschaffenen Außenlager des KZ Natzweiler-Struthof mit dem Decknamen Katzbach beschäftigt. Etwa ein Drittel der KZ-Häftlinge starb in Frankfurt, mehr als 700 wurden, weil sie zu schwach zum Arbeiten waren, in andere Lager verbracht, so dass letztlich nur ein geringer Teil der in den Adlerwerken Eingesperrten überlebte. Ab dem 24. März 1945 wurden im Zuge der Endphaseverbrechen etwa 350 Häftlinge auf einem Todesmarsch zu Fuß über Hanau in Hessen, Schlüchtern, Fulda und Hünfeld zum KZ Buchenwald in Thüringen getrieben.

### Neuzulassungen von Adler-Pkw im Deutschen Reich von 1933 bis 1938
| Jahr | Zulassungszahlen | Produktionszahlen |
| ---- | ---------------- | ----------------- |
| 1933 | 7.476            | 6098              |
| 1934 | 10.274           |                   |
| 1935 | 17.658           |                   |
| 1936 | 15.325           |                   |
| 1937 | 17.177           |                   |
| 1938 | 15.467           |                   |

Quelle:

### Nachkriegszeit
Nach dem Zweiten Weltkrieg beschlagnahmte die US-amerikanische Besatzungsmacht die erhaltenen Anlagen der Frankfurter Automobilfertigung, die nicht benutzt werden durften. Bis 1948 hofften die Arbeiter und Angestellten, wieder mit der Produktion von Autos beginnen zu können. Hierfür war das kleinste Modell, der Trumpf Junior, modernisiert worden. Die Karosserien sollten von Karmann geliefert werden. Diese Hoffnung zerschlug sich, als Generaldirektor Ernst Hagemeier nach seiner Rückkehr aus der Internierung 1948 die Wiederaufnahme des Automobilbaus verhinderte. Nach dem Verlust der Automobilfabrik wurde das Produktionsprogramm grundlegend geändert. Neben Fahrrädern und Büromaschinen sollten auch Motorräder und Werkzeugmaschinen hergestellt werden. Mit eigenen Motorrädern kam Adler 1949 auf den Markt. In den 1950er Jahren baute Adler sehr beliebte und sportliche Motorräder. Das Topmodell war die MB 250 S (Sportversion) mit einem Zweitakt-Zweizylinder-Motor, der im Straßenbetrieb 18 PS leistete. Im Jahr 1955 kam mit dem Adler Junior auch ein 100-cm³-Motorroller ins Programm, um den nachlassenden Motorradabsatz aufzufangen.
Im Jahr 1957 kaufte Max Grundig das Aktienkapital der Triumph-Werke in Nürnberg sowie eine Beteiligung an den Adlerwerken, was für Adler das Ende der Motorradfertigung bedeutete. 1958 schloss die Grundig-Werke GmbH beide Tochtergesellschaften sowie den Diktiergeräte-Bereich (Grundig-Stenorette) seiner Grundig-Tonbandgerätewerke zur Triumph-Adler Büromaschinen-Vertriebsgesellschaft zusammen und produzierte fortan unter diesem Firmennamen nur noch Büromaschinen. Auch die späteren Triumph-Adler-Eigentümer Litton Industries, Volkswagen und Olivetti beschränkten sich auf Büromaschinen.

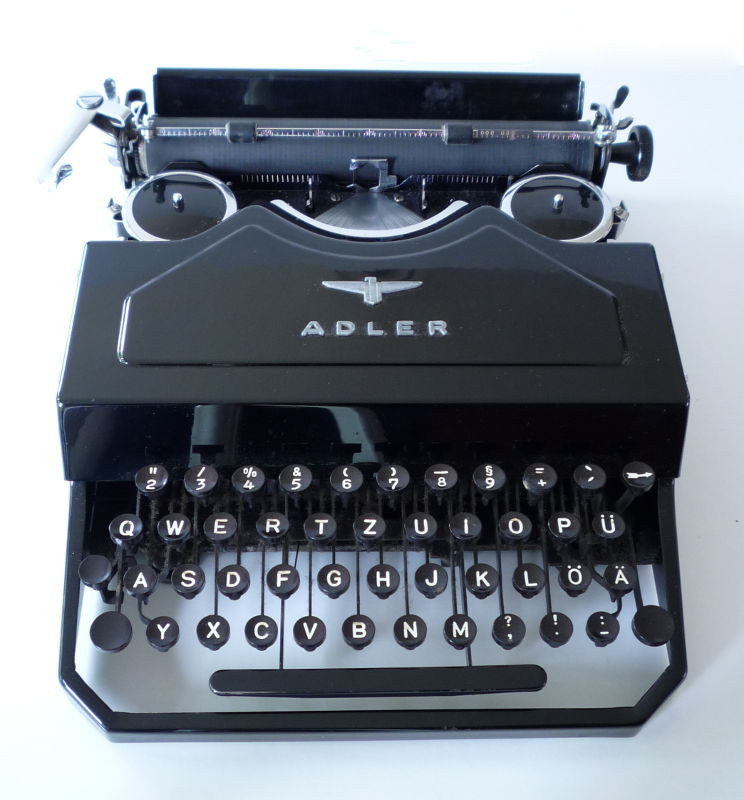
Stoßstangen-Kofferschreibmaschine aus den 1930er Jahren

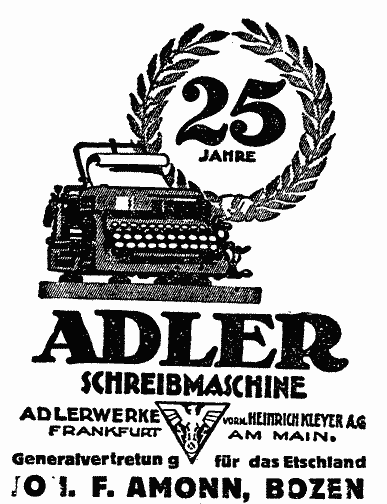
Adler-Schreibmaschinenwerbung aus Bozen, Fa. Amonn, 1925

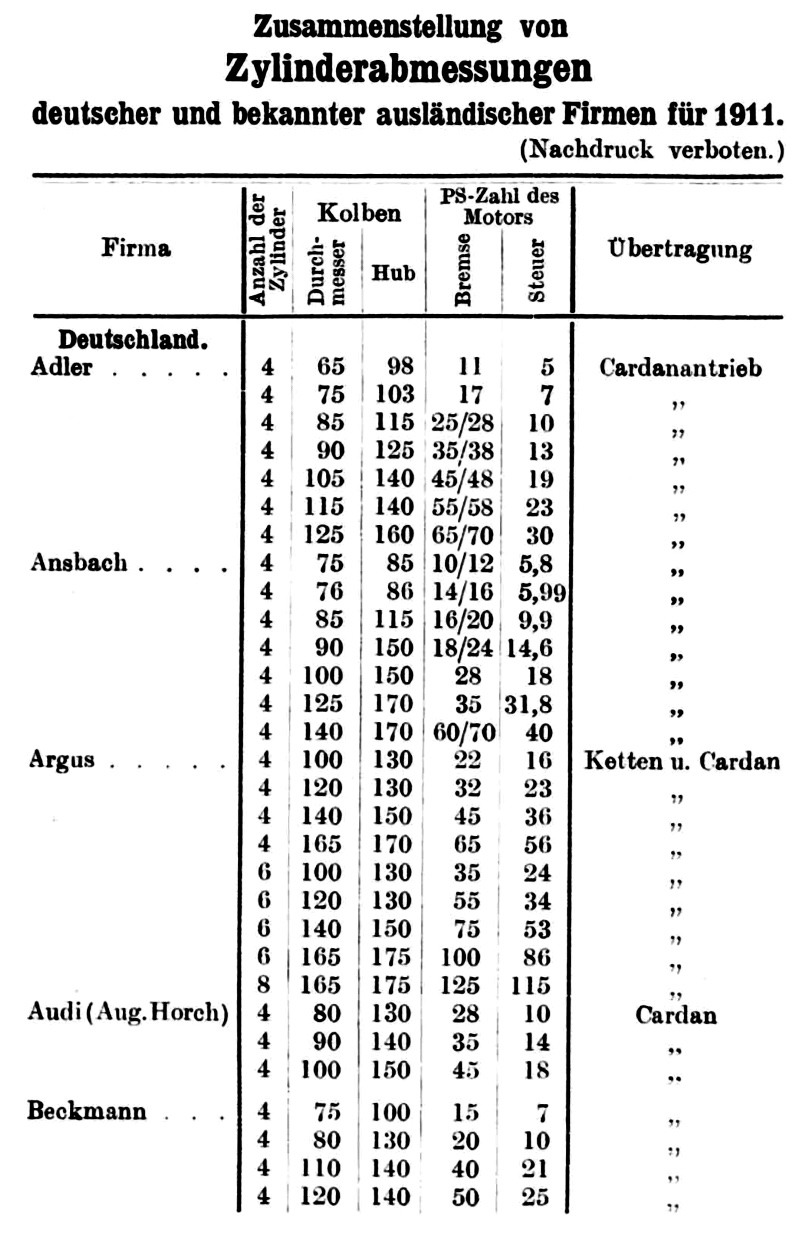
Technische Daten einiger Adler Motoren um 1911

Im Jahr 1993 verkaufte Olivetti die weiterhin börsennotierte Adlerwerke AG mit dem gesamten historischen Werksgelände in Frankfurt an den Immobilieninvestor Roland Ernst und den Baukonzern Philipp Holzmann. Die noch vorhandene Schreibmaschinenproduktion wurde zunächst verlegt und 1998 schließlich ganz eingestellt; das Gelände mit den denkmalgeschützten Gebäuden wurde separat an Töchter der Investoren verkauft. 1999 übernahm die HBAG Real Estate (vormals Kühltransit AG) von der finanziell angeschlagenen Philipp Holzmann AG 98,3 Prozent der Aktien der Adlerwerke AG.
Die Adlerwerke AG firmierte im Jahr 2002 in Adler Real Estate um und ist seitdem in der Immobilienprojektentwicklung tätig, das Unternehmen ist seit 2005 mehrheitlich in der Hand eines US-amerikanischen Fonds.

## Gebäudekomplex in Frankfurt am Main

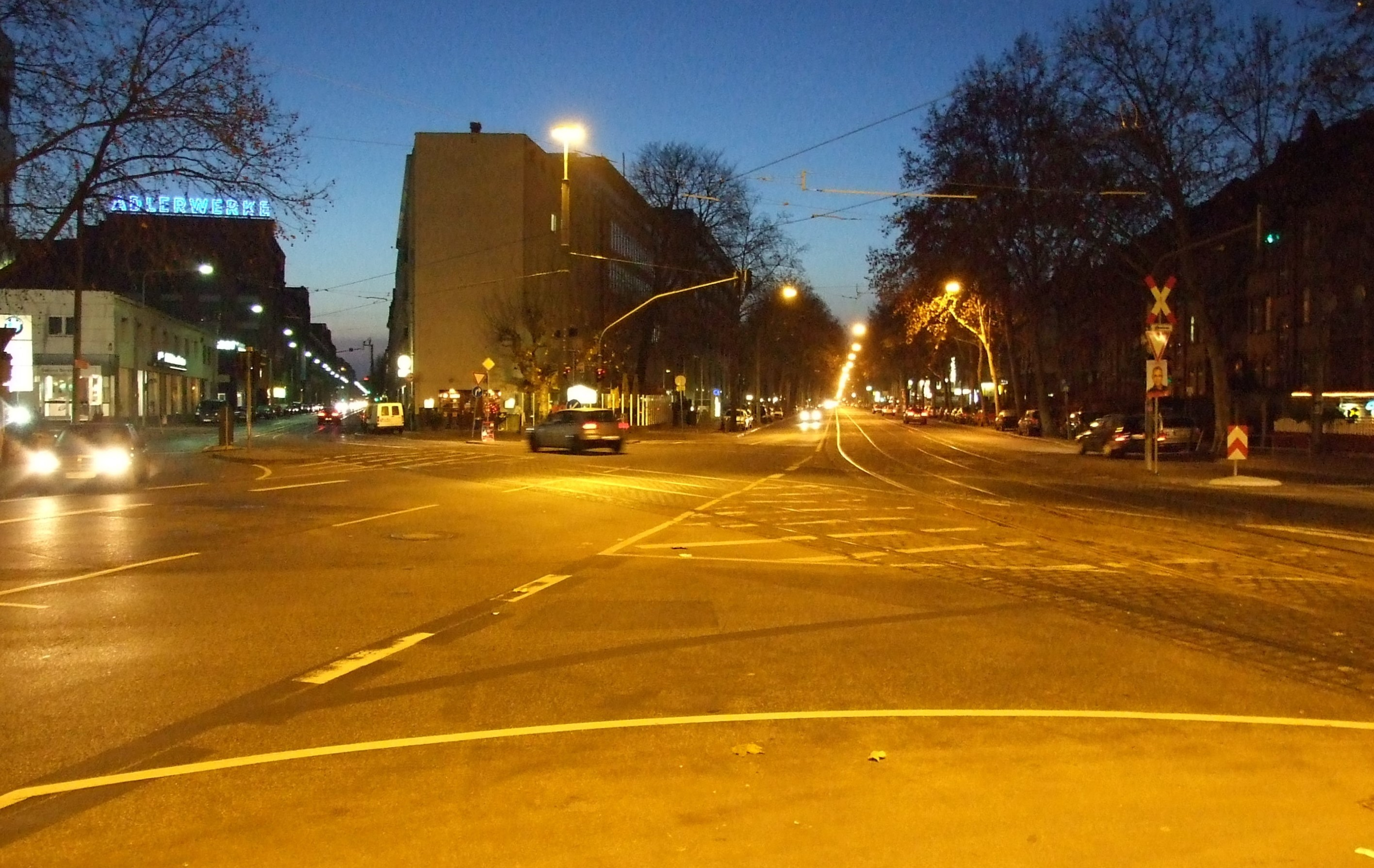
Ehemalige Adlerwerke von der Galluswarte aus gesehen

Von dem ursprünglichen Gebäudekomplex der Adlerwerke in Frankfurt am Main sind noch der westliche und östliche Teil erhalten. Der markante östliche Backsteinbau von 1907 prägt das Gesamtbild. Dazwischen wurden in den 1990er Jahren Neubauten errichtet, die sich in den Komplex einfügen. Mieter sind (Stand 2013) neben anderen das Gallus Theater, eine Eventagentur u. a. mit Oldtimertreffen, ein Restaurant (zeitweilig), die Werbeagenturen Wunderman und Young & Rubicam und mehrere Tochterunternehmen der Deutschen Bahn, darunter DB Systel, DB Station&Service, DB Fahrzeuginstandhaltung, DB Gastronomie, sowie eine Repräsentanz des Vorstandsressorts Infrastruktur der DB. Im März 2022 wurde im historischen Gebäudekomplex der Geschichtsort Adlerwerke: Fabrik, Zwangsarbeit, Konzentrationslager eröffnet.

## Fahrzeugmodelle

### Pkw

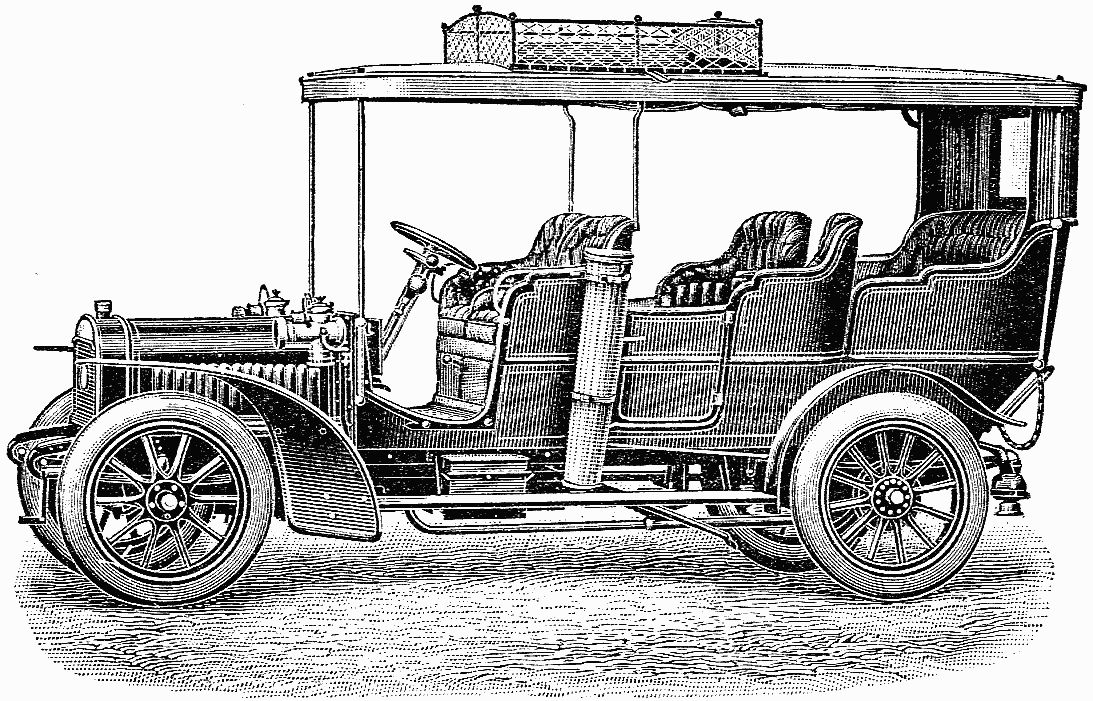
Adler 24/28 PS

| Typ                 | Bauzeitraum | Zylinder | Hubraum cm³ | Motorleistung kW bzw. (PS) | Höchstgeschwindigkeit km/h |
| ------------------- | ----------- | -------- | ----------- | -------------------------- | -------------------------- |
| Vis-à-Vis           | 1900–1903   | 1        | 400         | 2.6 (3,5)                  | 30                         |
| 4,5 PS              | 1900–1903   | 1        | 510         | 3.3 (4,5)                  | 35                         |
| 8 PS                | 1901–1903   | 1        | 865         | 5.9 (8)                    | 40                         |
| 24/28 PS            | 1904–1905   | 4 Reihe  | 4.016       | 20.6 (28)                  | 65                         |
| 8/12 (8/14) PS      | 1904–1906   | 2 Reihe  | 2.008       | 8.8 –10,3 (12–14)          | 50                         |
| 4/8 PS              | 1906–1907   | 2 V      | 1.032       | 5.9 (8)                    | 55                         |
| 5/9 PS              | 1907–1909   | 2 Reihe  | 1.134       | 6.6 (9)                    | 60                         |
| 8/15 PS             | 1907–1910   | 4 Reihe  | 2.011       | 11 (15)                    | 55                         |
| 11/18 PS            | 1907–1910   | 4 Reihe  | 2.799       | 13,2 (18)                  | 55                         |
| 23/50 PS            | 1909–1912   | 4 Reihe  | 5.800       | 42,6 (58)                  |                            |
| 19/45 PS            | 1909–1912   | 4 Reihe  | 4.840       | 35 (48)                    |                            |
| 13/30 PS            | 1909–1912   | 4 Reihe  | 3.180       | 25,7 (35)                  |                            |
| 10/28 PS            | 1909–1912   | 4 Reihe  | 2.612       | 22 (30)                    |                            |
| K 7/15 PS           | 1910–1913   | 4 Reihe  | 1.768       | 11 (15)                    | 60                         |
| KL 7/17 PS          | 1910–1913   | 4 Reihe  | 1.768       | 12 (17)                    | 60                         |
| 30/70 PS            | 1911–1914   | 4 Reihe  | 7.853       | 51 (70)                    | 115                        |
| 35/80 PS            | 1911–1914   | 4 Reihe  | 9.081       | 62,5 (85)                  |                            |
| K 5/13 PS           | 1911–1920   | 4 Reihe  | 1.292       | 9.6 –10,3 (13–14)          | 55                         |
| 20/50 PS            | 1912–1914   | 4 Reihe  | 5.229       | 40 (55)                    | 105                        |
| 15/40 PS            | 1913–1914   | 4 Reihe  | 3.866       | 33 (45)                    | 90                         |
| 9/24 PS             | 1913–1914   | 4 Reihe  | 2.313       | 17,6 (24)                  | 70                         |
| 25/55 PS            | 1913–1914   | 4 Reihe  | 6.457       | 44 (60)                    |                            |
| KL 6/16 PS          | 1913–1920   | 4 Reihe  | 1.551       | 11,8 (16)                  | 60                         |
| 12/30 PS            | 1914        | 4 Reihe  | 3.115       | 25,7 (35)                  |                            |
| 9/24 (9/30) PS      | 1921–1924   | 4 Reihe  | 2.298       | 17,6–22 (24–30)            | 65–75                      |
| 12/34 (12/40) PS    | 1921–1924   | 4 Reihe  | 3.115       | 25–29 (34–40)              | 85                         |
| 18/60 PS            | 1921–1924   | 4 Reihe  | 4.712       | 44 (60)                    | 100                        |
| 6/22 PS             | 1922–1923   | 4 Reihe  | 1.550       | 16 (22)                    | 75                         |
| 10/50 PS            | 1925–1927   | 6 Reihe  | 2.580       | 37 (50)                    | 90                         |
| 18/80 PS            | 1925–1927   | 6 Reihe  | 4.704       | 59 (80)                    | 100                        |
| 6/25 PS             | 1925–1928   | 4 Reihe  | 1.550       | 18 (25)                    | 80                         |
| Standard 6          | 1927–1928   | 6 Reihe  | 2.540       | 33 (45)                    | 85–90                      |
| Standard 8          | 1928–1933   | 8 Reihe  | 3.887       | 51–59 (70–80)              | 100–105                    |
| Standard 6 A/S      | 1928–1934   | 6 Reihe  | 2.916       | 37 (50)                    | 85–90                      |
| Favorit             | 1929–1933   | 4 Reihe  | 1.943       | 25,7 (35 PS)               | 80                         |
| Primus 1,5 A        | 1932–1934   | 4 Reihe  | 1.504       | 23,5–24,2 (32–33)          | 90                         |
| Trumpf 1,5 AV       | 1932–1934   | 4 Reihe  | 1.504       | 23,5–24,2 (32–33)          | 95                         |
| Favorit 2U          | 1933–1934   | 4 Reihe  | 1.943       | 29 (40)                    | 90                         |
| Standard 6 3U       | 1933–1934   | 6 Reihe  | 2.916       | 44 (60)                    | 100                        |
| Achtzylinder        | 1933–1934   | 8 Reihe  | 3.887       | 59 (80)                    | 105                        |
| Trumpf Sport        | 1933–1935   | 4 Reihe  | 1.645       | 34,5 (47)                  | 115                        |
| Primus 1,7 A        | 1933–1936   | 4 Reihe  | 1.645       | 28 (38)                    | 95                         |
| Trumpf 1,7 AV       | 1933–1936   | 4 Reihe  | 1.645       | 28 (38)                    | 100                        |
| Diplomat            | 1934–1938   | 6 Reihe  | 2.916       | 44–48 (60–65)              | 100–105                    |
| Trumpf Junior 1G/E  | 1934–1941   | 4 Reihe  | 995         | 18,4 (25)                  | 90                         |
| Trumpf Junior Sport | 1935–1937   | 4 Reihe  | 995         | 20,6 (28)                  | 110                        |
| Trumpf 1,7 EV       | 1936–1938   | 4 Reihe  | 1.645       | 28 (38)                    | 102                        |
| Primus 1,7 E        | 1937–1938   | 4 Reihe  | 1.645       | 28 (38)                    | 100                        |
| 2,5 Liter           | 1937–1940   | 6 Reihe  | 2.494       | 42,6 (58)                  | 125                        |
| 2,5 Liter Sport     | 1938–1939   | 6 Reihe  | 2.494       | 59 (80)                    | 150                        |
| 2 Liter             | 1938–1940   | 4 Reihe  | 1.910       | 33 (45)                    | 110                        |

### Typentafel PKW

Adler 4 1/2 HP Vis-à-vis 1901
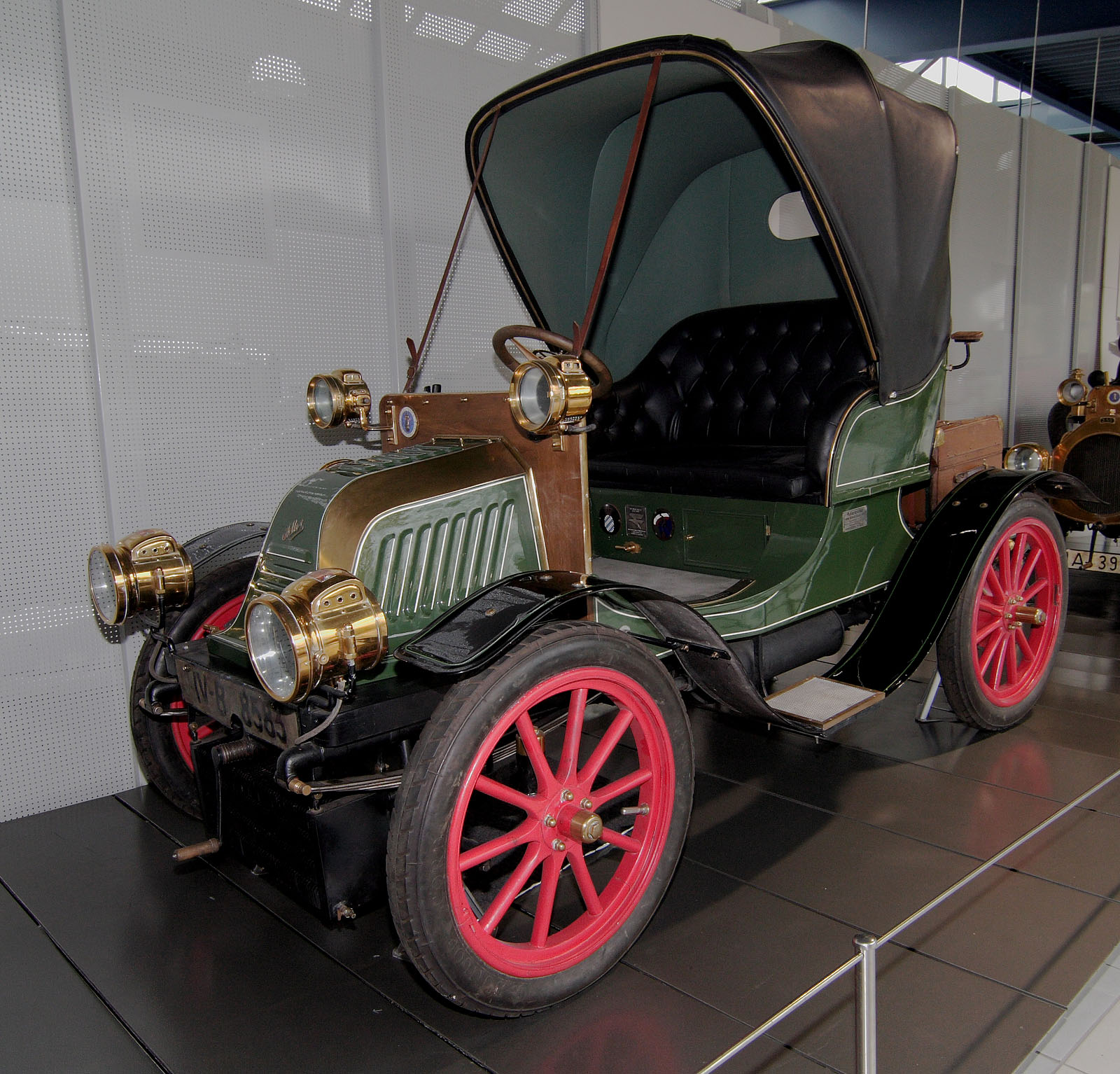
Adler 1903
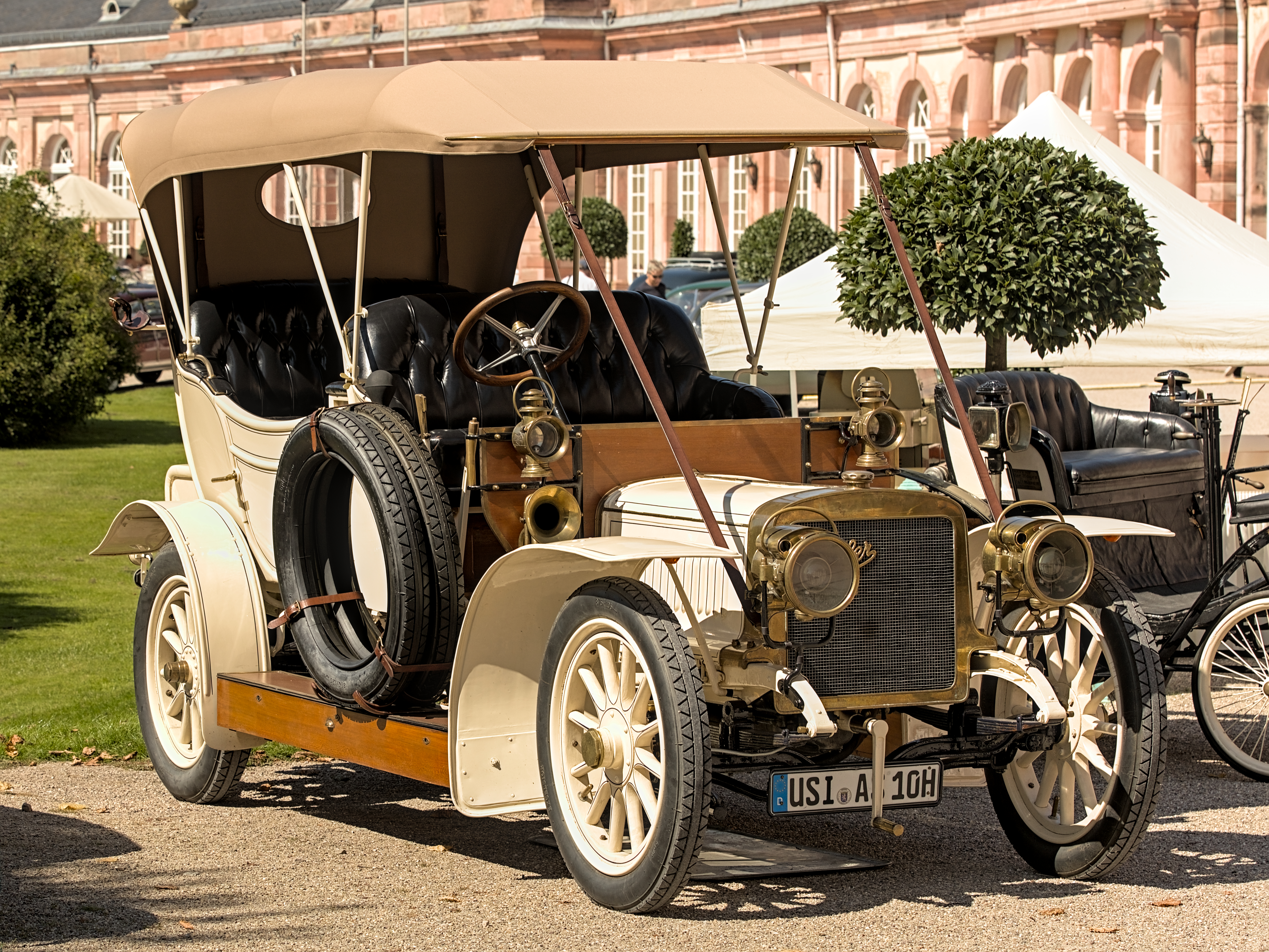
Adler Doppelphaeton 1909
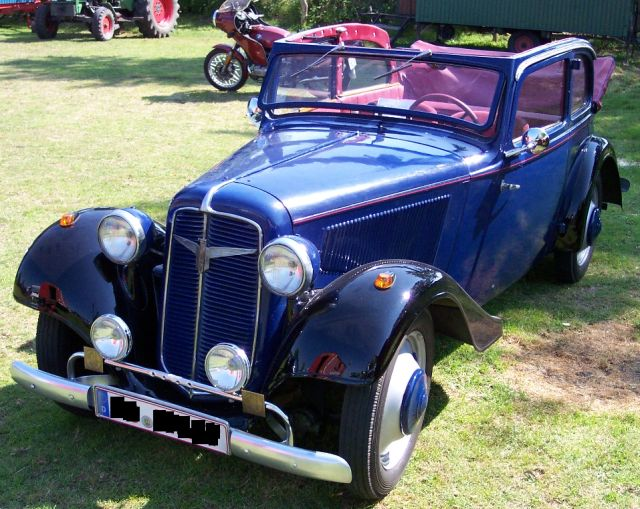
Adler Trumpf Junior, Verkaufsschlager zwischen 1934 und 1940
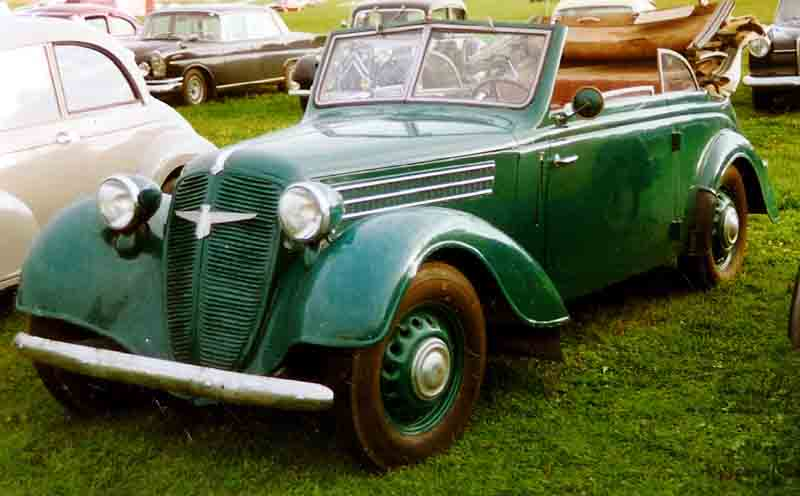
Adler 2 Liter 1939
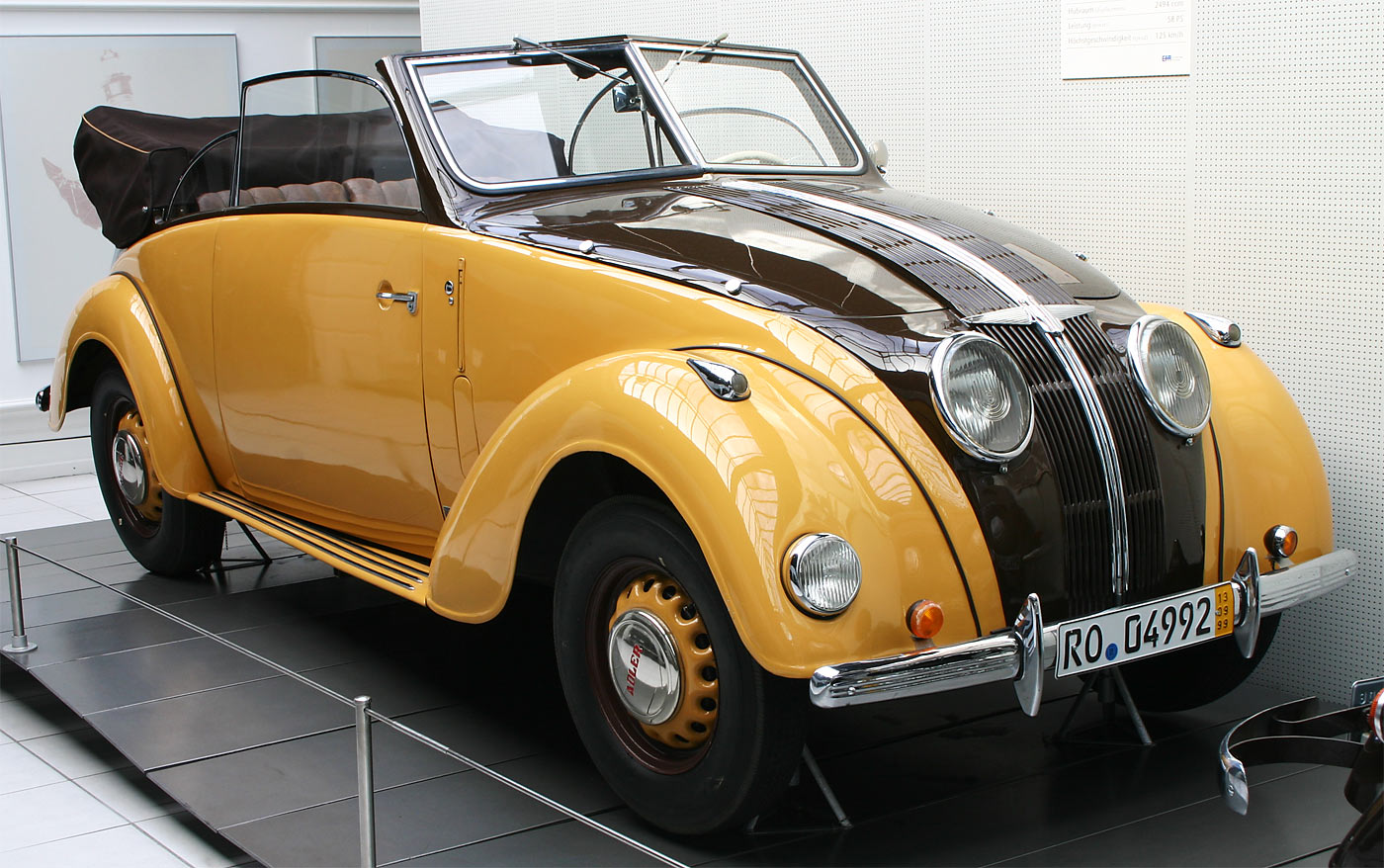
Adler 2,5 Liter Cabriolet 1937–1939, 58 PS, 125 km/h im EFA-Museum für Deutsche Automobilgeschichte
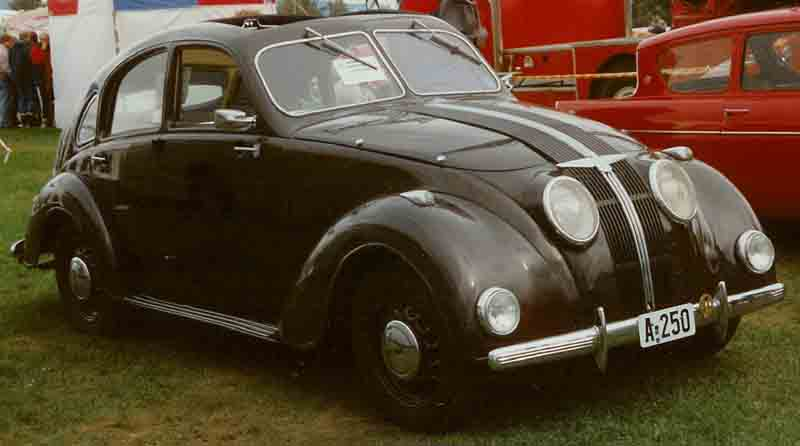
Adler 2,5 Liter Limousine

### Lieferfahrzeuge
- Lieferwagen[4]
- Schnell-Lieferwagen mit Spezialausstattung[4]
- Dreiräder mit Elektromotor für die Post, etwa 1902.[18]

### Militärfahrzeuge
Adler wurde wie etliche Fahrzeughersteller von der Wehrmacht zur Produktion von Militärfahrzeugen herangezogen, was unter anderem mit dem Schell-Plan festgelegt wurde. Danach wurde für Adler die Produktion von 3 Pkw-Typen geplant.

→ Siehe auch: Adler Standard 6#Militärfahrzeuge

### Motorräder
| Typ                        | Bauzeitraum                   | Motor         | Hubraum cm³ | Motorleistung PS     | Höchstgeschwindigkeit km/h |
| -------------------------- | ----------------------------- | ------------- | ----------- | -------------------- | -------------------------- |
| Modell 1 Modell 2 Modell 4 | 1902 1903 1904–1906           | Dion 1 Zyl.   |             | 1,75 2,0 2,5         |                            |
| Modell 8                   | 1905–1906                     | 1 Zyl.        |             | 2,5                  |                            |
| Modell 12                  | 1906–1907                     | 1 Zyl.        |             | 2,5                  |                            |
| Modell 9 Modell 17         | 1905–1906 1907–1908           | 1 Zyl.        |             | 3,0                  |                            |
| Modell 13                  | 1906                          | 1 Zyl.        |             | 3,0                  |                            |
| Modell 14                  | 1906–1907                     | 2 Zyl.        |             | 3,0                  |                            |
| Modell 10 Modell 18        | 1905–1906 1907–1908           | 2 Zyl.        |             | 4,0                  |                            |
| Modell 15                  | 1906                          | 2 Zyl.        |             | 4,0                  |                            |
| M 60                       | 1947–1948                     | 1 Zyl. 2-Takt | 60          | 2,2                  |                            |
| M 100                      | 1949–1954 1954–1957           | 1 Zyl. 2-Takt | 98          | 3,75 (4800/min) 4,1  | 70 70; mit Sozius 60       |
| M 125                      | 1952–1956                     | 1 Zyl. 2-Takt | 123         | 5,6 / 6,8 (5750/min) | 80 / 88                    |
| M 150 MB 150               | 1951–1953 1954–1956           | 1 Zyl. 2-Takt | 147         | 6,8 8,4 (5840/min)   | 95                         |
| M 2011 MB 201              | 1954–1956                     | 1 Zyl. 2-Takt | 199         | 10,5 (5700/min)      | 100                        |
| M 200 MB 200               | 1951–1953 1954–1957           | 2 Zyl. 2-Takt | 195         | 9,3 11,4 (5450/min)  | 95 101                     |
| M 250 MB 250 Favorit       | 1952–1953 1954–1956 1956–1957 | 2 Zyl. 2-Takt | 247         | 16 (5590/min)        | 116,5                      |
| M 250S MB 250S Sprinter    | 1952–1953 1954–1956 1956–1957 | 2 Zyl. 2-Takt | 247         | 18 (6200/min)        | >120                       |

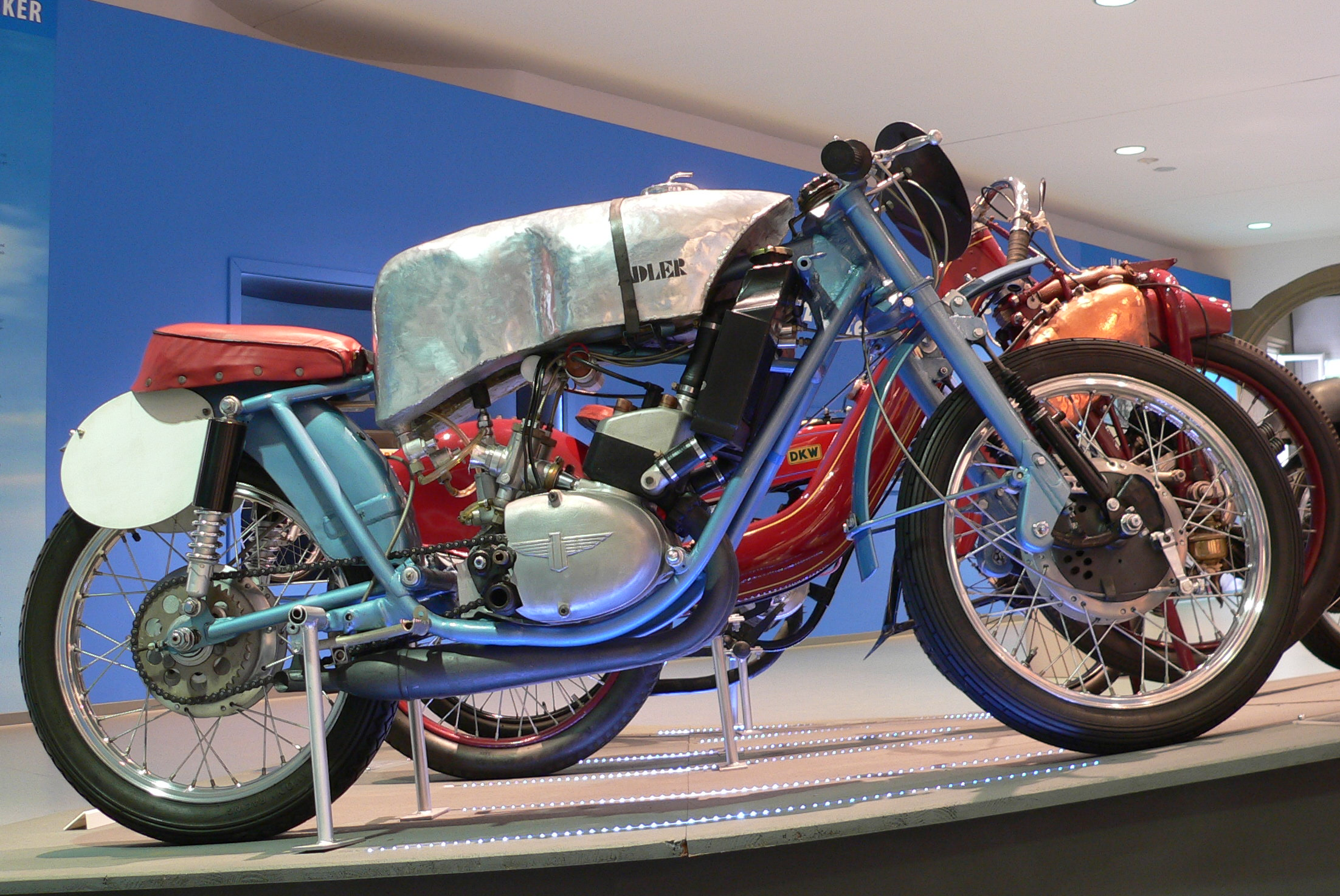
Adler MB 250 RS von 1955 im Zweirad-Museum Neckarsulm

- Adler MB 250 G (Geländemaschine, 18 PS)
- Adler MB 250 RS (Spezialausführung der MB 250 S, 26 PS, 160 km/h)

### Typentafel Motorräder

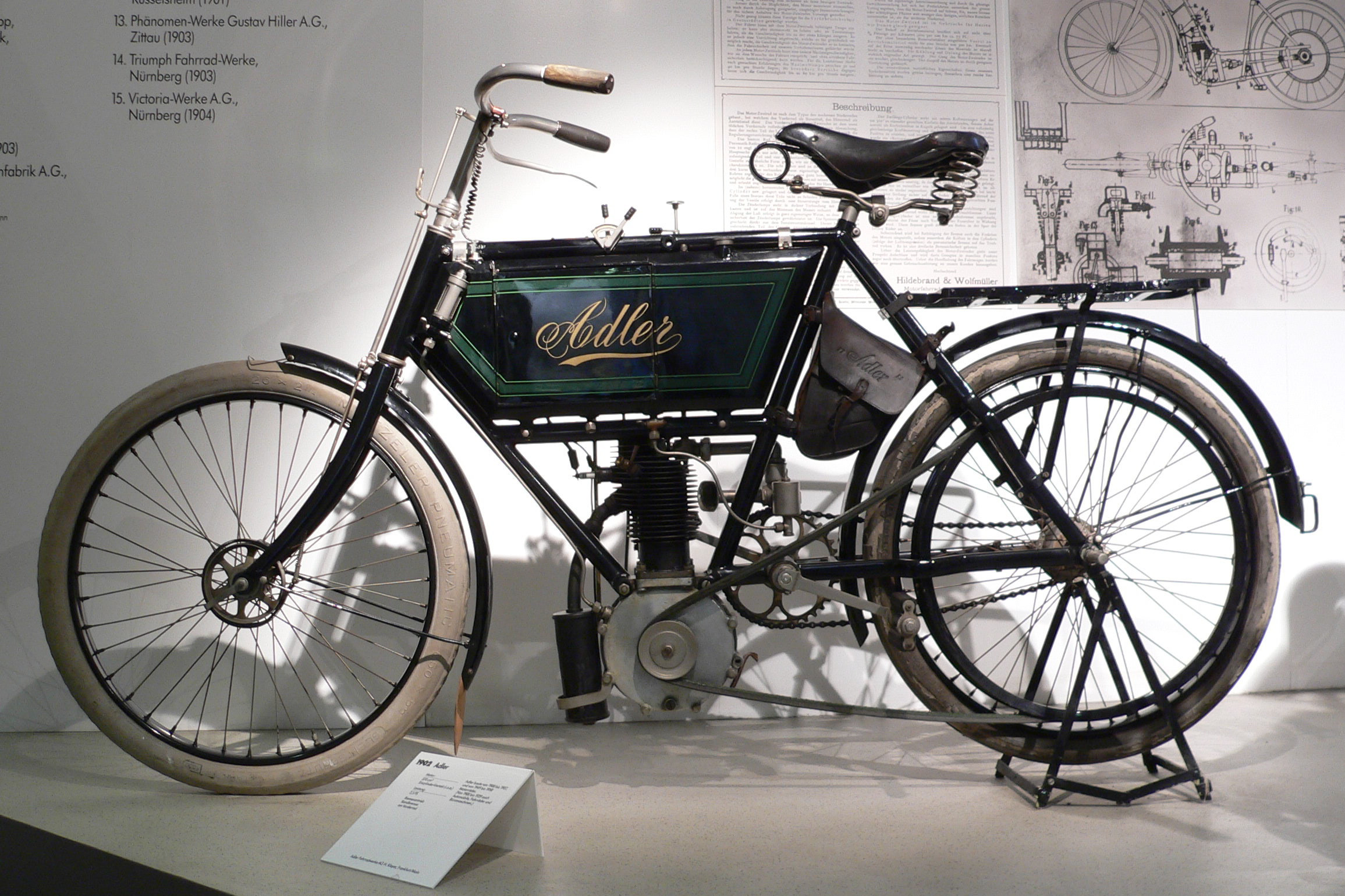
Adler Motorrad von 1902 im Zweirad-Museum
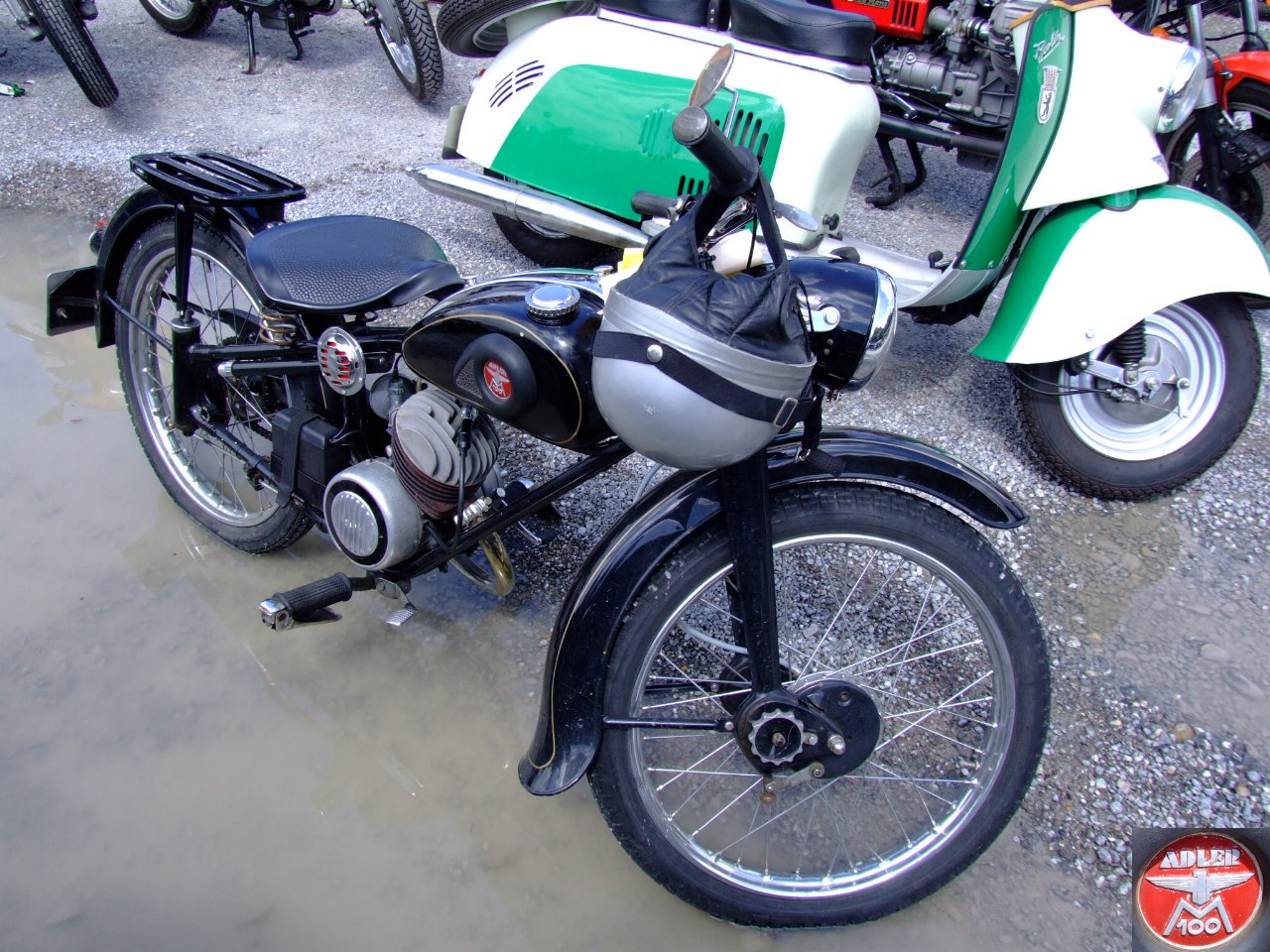
Adler M 100
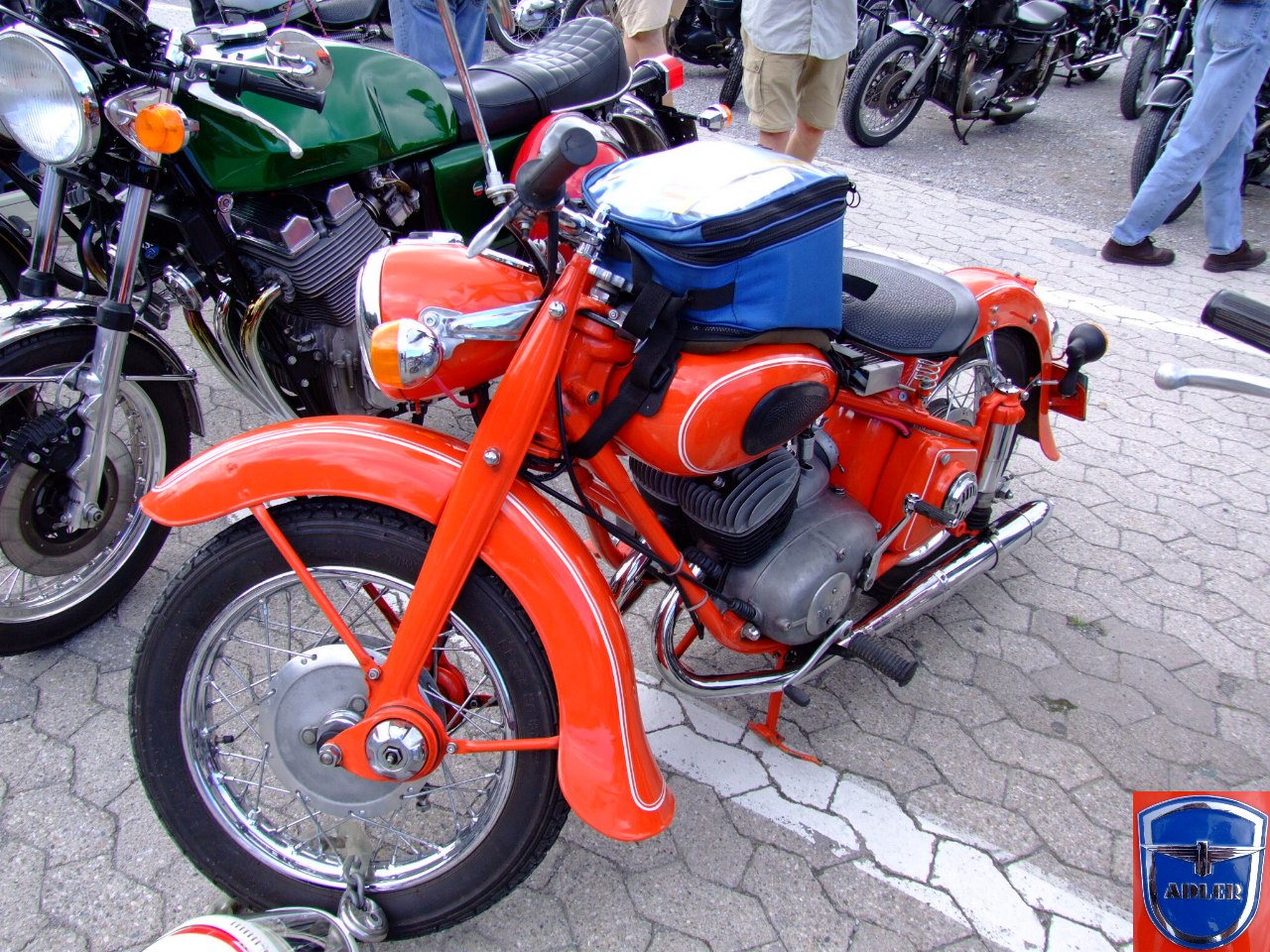
Adler
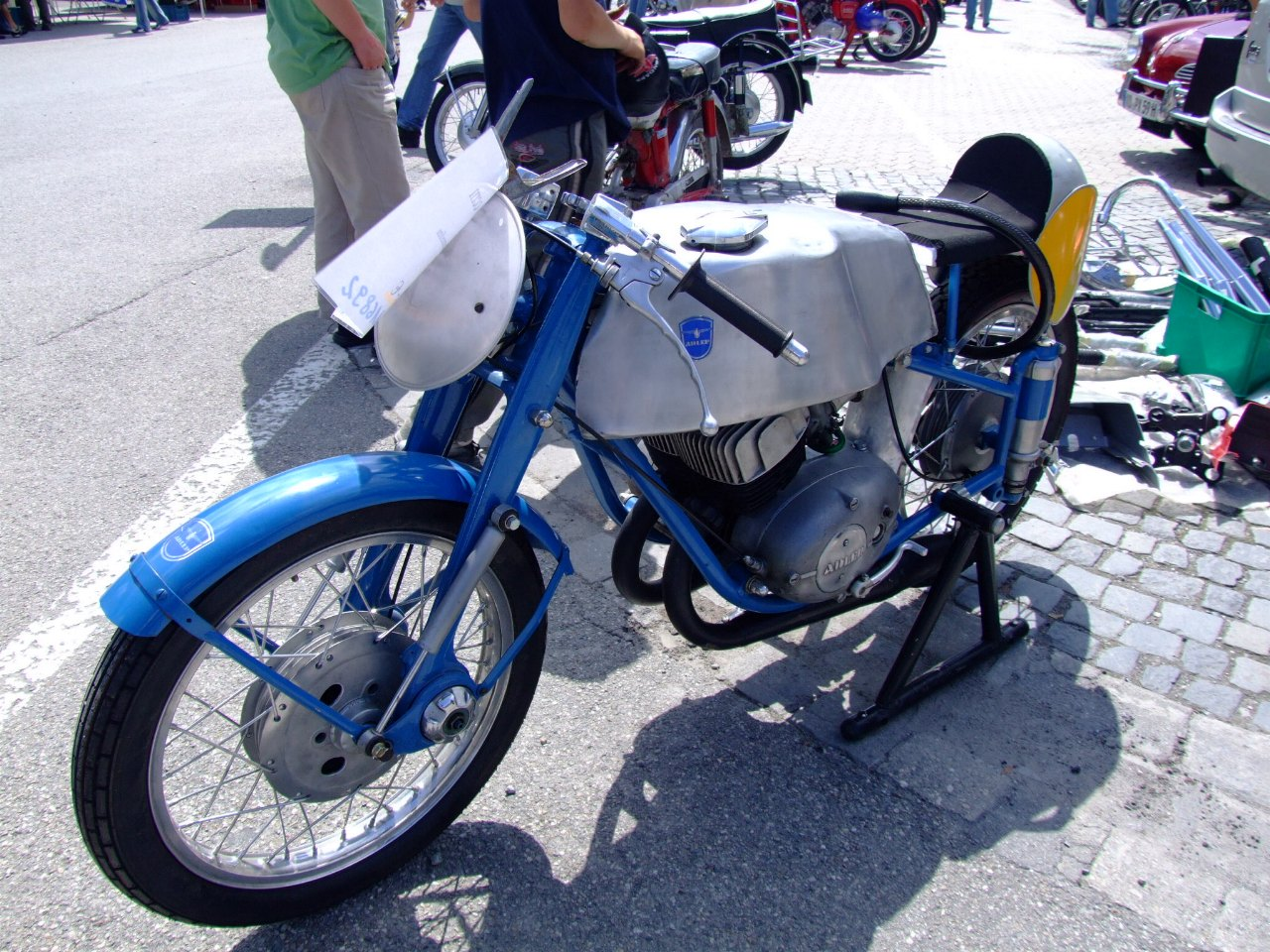
Adler MB 250 RS (1953)
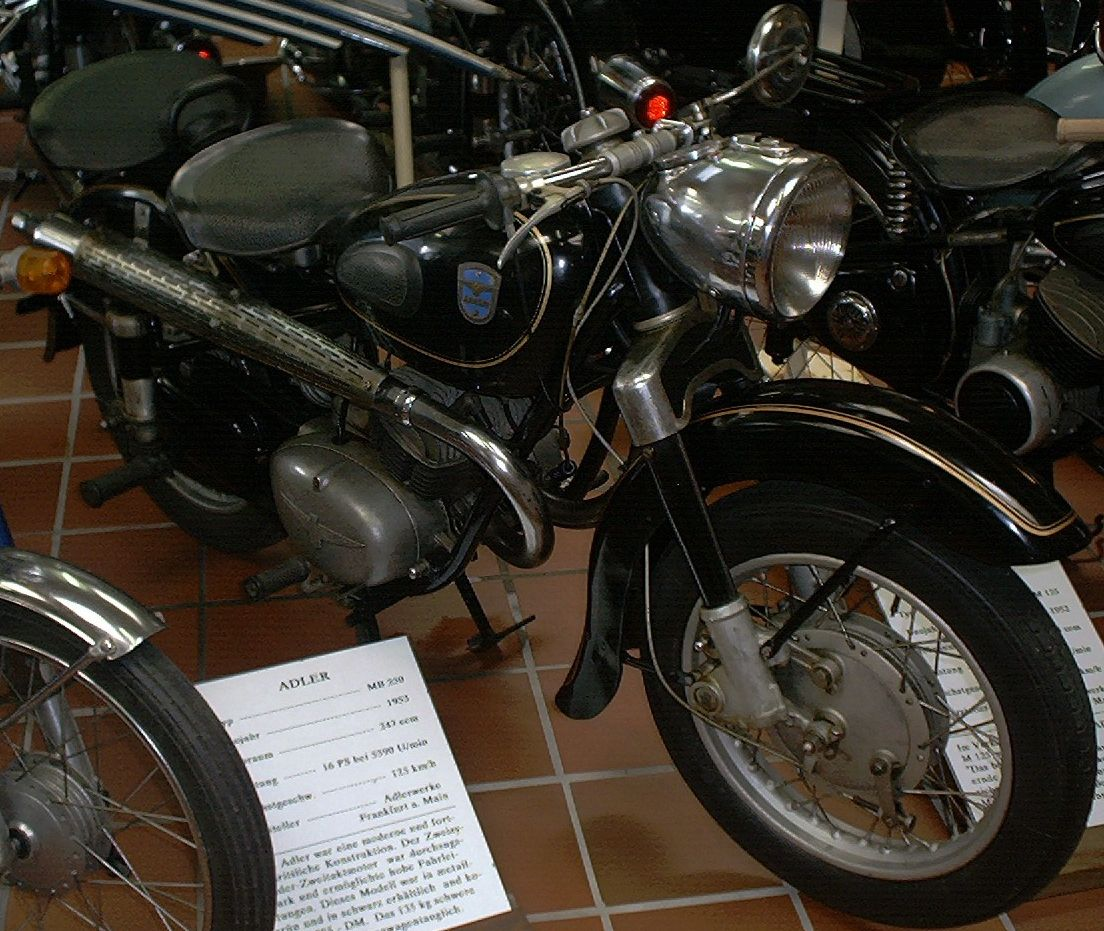
Adler MB 250, Baujahr 1953 aus dem Motorradmuseum Ibbenbüren
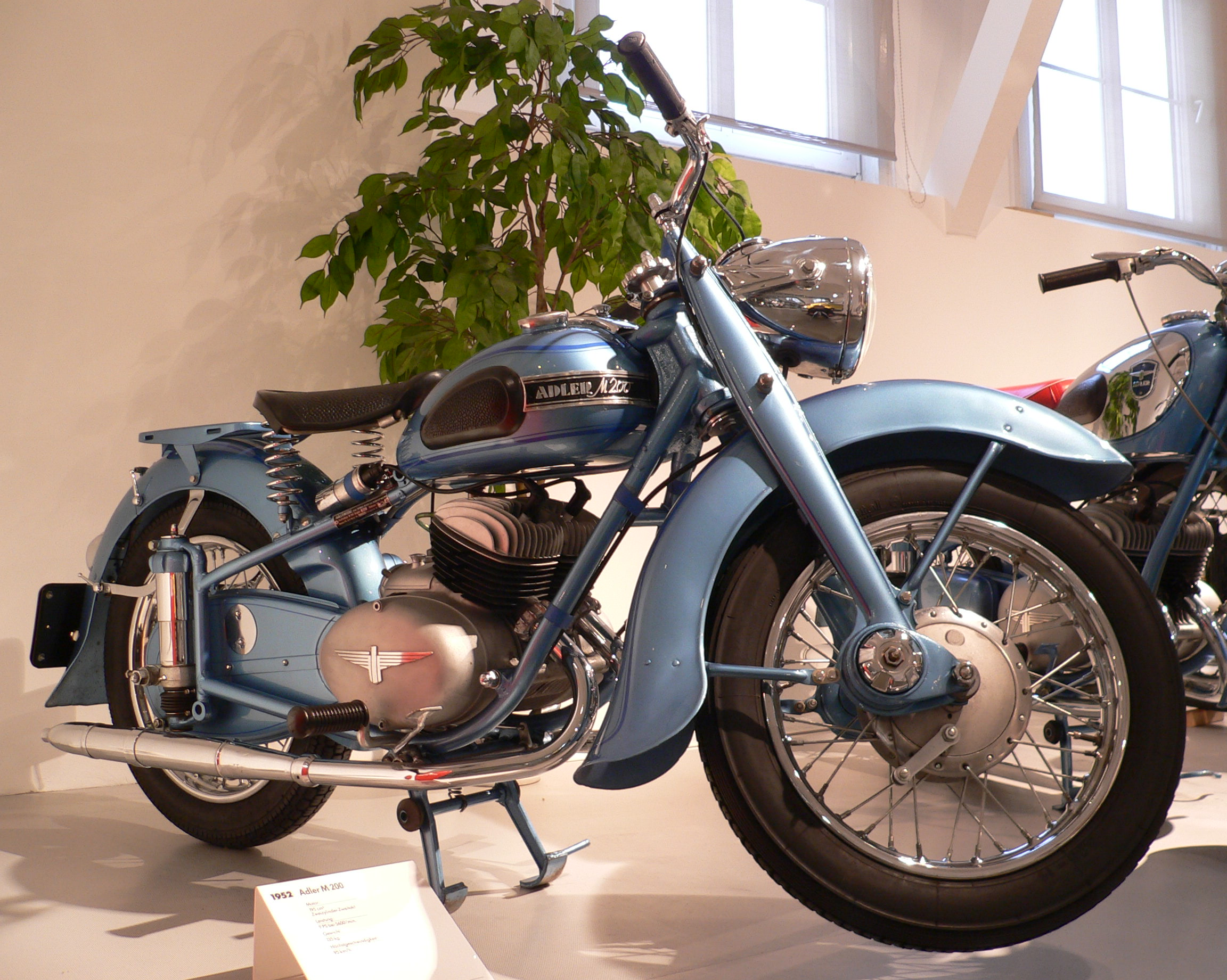
Adler „M 200“ von 1952 im Zweirad-Museum

### Trivia
Zum 1. Januar 2025 waren in Deutschland noch 1925 Adler-Krafträder zum Straßenverkehr zugelassen.

## Verfilmung
Der Dokumentarspielfilm Fräulein Stinnes fährt um die Welt erzählt die abenteuerliche Reise von Clärenore Stinnes, die 1927 als erster Mensch die Erde mit einem Auto, einem Adler Standard 6, umrundete.

## Weblinks

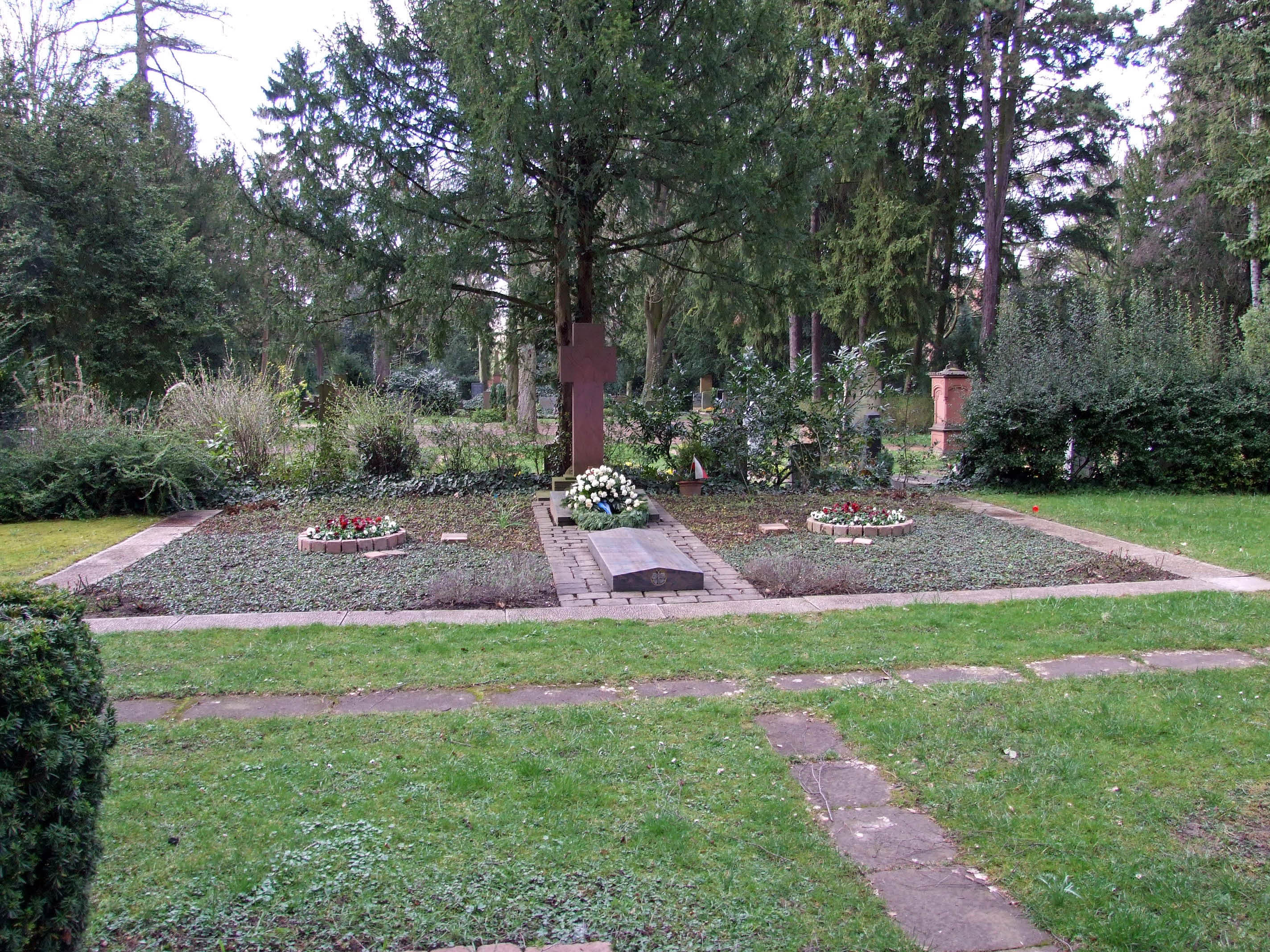
KZ-Häftlingsgrabstelle auf dem Hauptfriedhof in Frankfurt

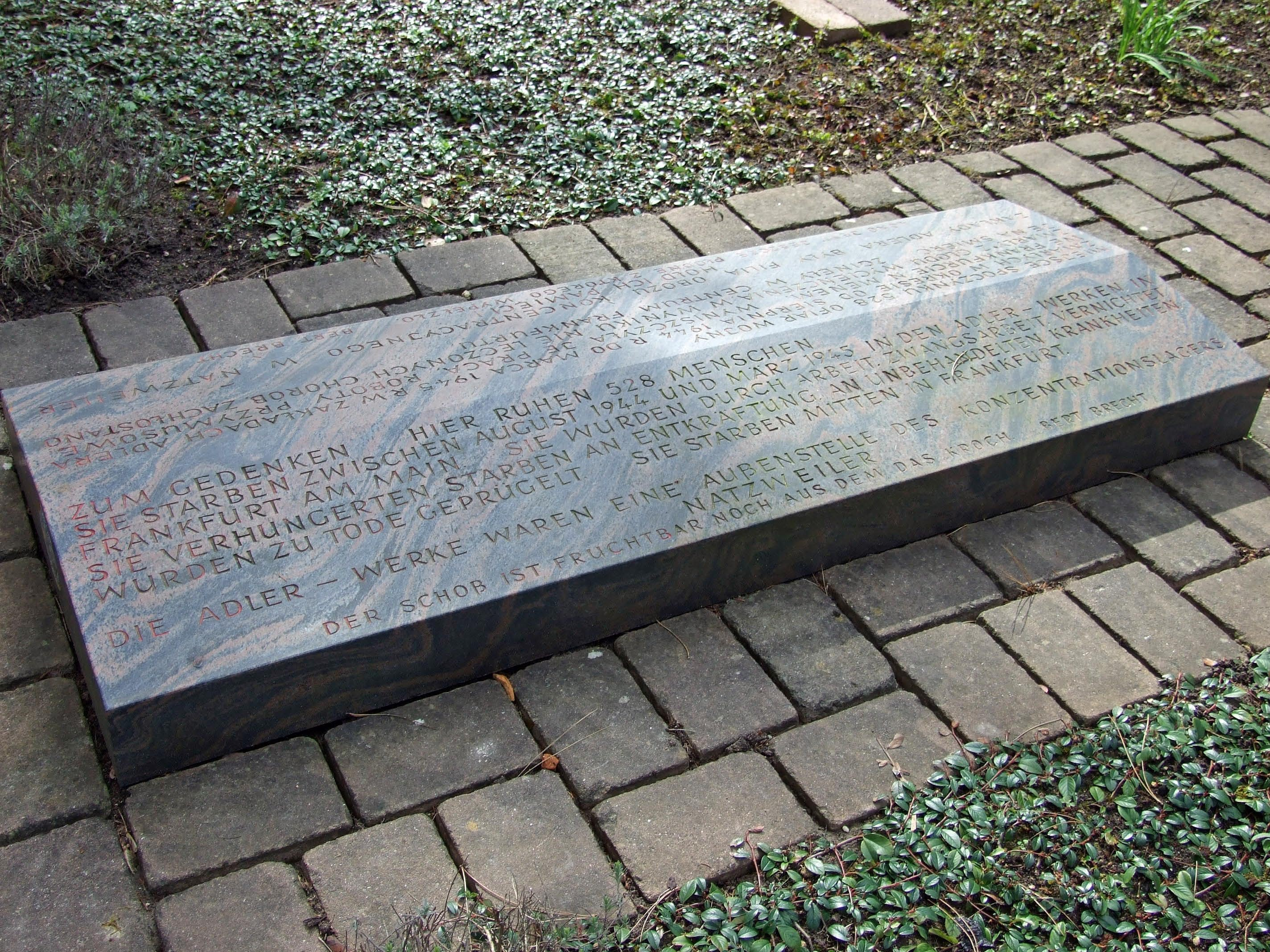
Inschrift-Detail